# The West Wing – Im Zentrum der Macht
The West Wing – Im Zentrum der Macht (Originaltitel: The West Wing) ist eine US-amerikanische Politserie, die zwischen 1999 und 2006 produziert und ausgestrahlt wurde. Sie spielt vorwiegend im Weißen Haus und versucht auf realistische, dramatische und auch humorvolle Weise den Arbeitsalltag des US-Präsidenten und seiner engen Berater darzustellen. Die Idee zur Serie hatte Aaron Sorkin, der bis zu seinem Abgang nach der vierten Staffel auch einen Großteil der Drehbücher schrieb.
Die Serie wurde erstmals im Jahr 1999 auf dem Sender NBC ausgestrahlt. Während The West Wing in den Vereinigten Staaten bis zu 17 Millionen Zuschauer erreichen und auch bei Preisverleihungen einen überdurchschnittlich großen Erfolg für sich beanspruchen konnte, lief The West Wing im deutschsprachigen Raum nur auf dem Pay-TV-Sender FOX. Viermal wurde die Serie mit dem Emmy in der Kategorie Beste Dramaserie ausgezeichnet. Auch die jeweiligen Darsteller, die als gleichwertiger Teil eines Ensembles anzusehen sind, wurden mehrfach mit Emmys ausgezeichnet. Sowohl während der Ausstrahlung als auch danach wurde The West Wing von Kritikern, früheren Beratern des Weißen Hauses und Medien für die scharfsinnigen Dialoge und die unterhaltsame Erklärung politischer Vorgänge gelobt. In diversen Bestenlisten renommierter Fachmagazine und Tageszeitungen wurde die Serie zu den besten Serien aller Zeiten gezählt.
Ein charakteristisches Merkmal der Serie sind die wortlastigen und schnell gesprochenen Dialoge, die typisch für Serienschöpfer Aaron Sorkin sind. Ein weiteres, häufig genutztes Element ist die sogenannte walk and talk-Regieführung. Bei der von Thomas Schlamme etablierten Kameratechnik führen die Figuren ihre Konversationen, während sie die Korridore des sogenannten West Wing beschreiten. Der Titel der Serie spielt auf den Gebäudeflügel des Weißen Hauses an, in dem sich das Oval Office sowie die Büros der engsten Präsidentenberater und ihrer Mitarbeiter befinden. Auch diverse Berater früherer Präsidenten waren Teil des Entstehungsprozesses.

## Handlung
Die Serie handelt vom Alltag des US-Präsidenten Josiah Bartlet und seines Beraterstabs. Die erste Staffel setzt ungefähr ein halbes Jahr nach der Amtseinführung des Präsidenten ein. Zahlreiche Handlungsstränge begleiten die Figuren im Laufe der Serie. Während sich die Figuren auf nationaler Ebene mit der Verabschiedung von Gesetzen, Wahlkämpfen und der republikanischen Partei auseinandersetzen müssen, dominieren auf internationaler Bühne Konflikte mit und zwischen verfeindeten Nationen. Zudem werden die Figuren im privaten Umfeld mit brisanten Angelegenheiten wie zum Beispiel Prostitution, Drogen- und Alkoholabhängigkeit oder chronischen Krankheiten konfrontiert.
Staffel 1 setzt ungefähr ein halbes Jahr nach der Amtseinführung des demokratischen Präsidenten Josiah Bartlet ein. Während sich der stellvertretende Kommunikationsdirektor Sam Seaborn mit einer Prostituierten anfreundet, muss sich Pressesprecherin C.J. Cregg der romantischen Avancen eines Reporters erwehren. Stabschef Leo McGarry wird aufgrund seiner Alkoholabhängigkeit von seiner Vergangenheit eingeholt. Unterdessen setzt Kommunikationsdirektor Toby Ziegler alles daran, einen Richter für den Supreme Court zu nominieren. Präsident Bartlet gesteht seinem Stabschef Leo nicht nur seine MS-Erkrankung, auch will er zwischen den verfeindeten Regierungen von Indien und Pakistan für Frieden sorgen. Auf nationaler Ebene sieht sich der Präsident mit der eigenen, festgefahrenen Neutralität und Regierungsunfähigkeit konfrontiert, welche gegen Ende der Staffel aufgebrochen wird. Am Ende der Staffel geraten der Präsident und sein Stab nach einer öffentlichen Veranstaltung ins Zielkreuz von Extremisten.
Staffel 2 stellt den Zeitraum zwischen der Mitte des zweiten und der Mitte des dritten Jahres dar und schließt unmittelbar an die erste Staffel an. Sie umfasst ein breiteres Spektrum der Gesetzgebung als die erste Staffel und beschäftigt sich unter anderem mit extremistischen Hassgruppen, überparteilicher Zusammenarbeit, Atomwaffen, der Aufnahme chinesischer Flüchtlinge und der Erforschung des Weltraums. Gegen Ende der Staffel konfrontiert Präsident Bartlet seinen Stab und die Öffentlichkeit ungewollt mit seiner ihm schon vor der Präsidentschaft bekannten Erkrankung an Multipler Sklerose. Die Staffel endet mit der Frage einer Reporterin, ob er für eine zweite Amtszeit kandidieren wolle.
Staffel 3 umfasst den Zeitraum zwischen der Mitte des dritten und der Mitte des vierten Jahres. Sie beginnt mit der Ankündigung Bartlets, erneut für das Amt des Präsidenten kandidieren zu wollen. Später geht es um den Wahlkampf, die Ermittlungen des Kongresses gegen Bartlet wegen Wahlbetrugs, eine Morddrohung gegen die Pressesprecherin C.J. und die daraus resultierende Beziehung zu einem zu ihrem Schutz eingesetzten Agenten des Secret Service. Weiterhin plant der Verteidigungsminister des fiktiven Staates Qumar einen Terroranschlag gegen die Vereinigten Staaten. Das Staffelfinale klärt einige dieser Handlungsstränge auf. Unter anderem fällt der Verteidigungsminister von Qumar einer von Präsident Bartlet befohlenen und vor der Öffentlichkeit geheimgehaltenen Tötung zum Opfer.
Staffel 4 wird zunächst von den anstehenden Präsidentschaftswahlen bestimmt, bei denen Präsident Bartlet gegen seinen republikanischen Widersacher Robert Ritchie antreten muss. Letztlich gewinnt Präsident Bartlet die Wahl deutlich. Im Kommunikationsbüro wechselt das Personal: Weil Sam nach dem Tod eines Kongresskandidaten bei einer Kongresswahl in Kalifornien als Ersatz einspringt, übernimmt die neue Figur Will Bailey die Position des stellvertretenden Kommunikationsdirektors. Am Ende der Staffel wird Zoey Bartlet, die Tochter des Präsidenten, auf einer Party entführt. Da er aufgrund der psychischen Belastungen sein Amt nicht mehr ausüben kann, entbindet sich Präsident Bartlet vorerst von seinen Pflichten. Statt Vizepräsident John Hoynes, der sich wenige Tage zuvor aufgrund eines Skandals zum Rücktritt gezwungen sah, gehen die Aufgaben gemäß dem 25. Verfassungszusatz auf den republikanischen Sprecher des Repräsentantenhauses über.
Staffel 5 widmet sich in den ersten Folgen der Suche nach der entführten Präsidententochter Zoey Bartlet. Dies gelingt, sodass Präsident Bartlet gemäß Verfassung wieder in sein Amt zurückkehren kann. Nach der Ernennung des Vizepräsidenten Bob Russell führt ein Streit zwischen Demokraten und Republikanern zu einem Government Shutdown, der später durch einen cleveren Schachzug des Präsidenten zu seinen Gunsten aufgelöst wird. Später gelingt es Präsident Bartlet, eine liberale Richterin als erste Frau in der Geschichte für den Posten des Chief Justice am Supreme Court zu nominieren. Die Staffel endet mit einem Bombenanschlag in Gaza. Daraufhin drängt Präsident Bartlet auf Friedensgespräche mit Israel. Unterdessen entfremdet er sich von seinem Stabschef Leo.
Staffel 6 beschäftigt sich größtenteils mit den Vorwahlen für die Präsidentschaftswahlen und somit mit der Nachfolge von Präsident Bartlet. Während Josh den Abgeordneten Matt Santos von einer Kandidatur überzeugen kann, arbeiten Will und Joshs frühere Assistentin Donna Moss für die Wahlkampagne von Vizepräsident Bob Russell. Bei den internen Vorwahlen der Republikaner zeichnet sich früh ab, dass der Senator Arnold Vinick sie für sich entscheiden kann. In der letzten Folge sichert sich Santos die Nominierung der zerstrittenen Demokraten. Kurz zuvor hat Leo Joshs Angebot angenommen, für das Amt des Vizepräsidenten anzutreten.
Staffel 7 steht ganz in Zeichen des Präsidentschaftswahlkampfs zwischen dem Demokraten Matt Santos und dem favorisierten Republikaner Arnold Vinick. Am Wahltag stirbt Santos’ Vizepräsidentschaftskandidat Leo McGarry. Trotzdem erringt Santos mit einem knappen Vorsprung die Präsidentschaft. In den Wochen bis zur Amtseinführung, der Phase des Übergangs, bietet er Vinick die wichtige Position des Außenministers an. Die Staffel endet mit der Amtseinführung und dem gleichzeitigen Auszug von Präsident Bartlet aus dem Weißen Haus. Zuvor war es Josh als Santos’ Stabschef gelungen, Sam als seinen Stellvertreter ins Team zu holen.

## Figuren

### Josiah Bartlet

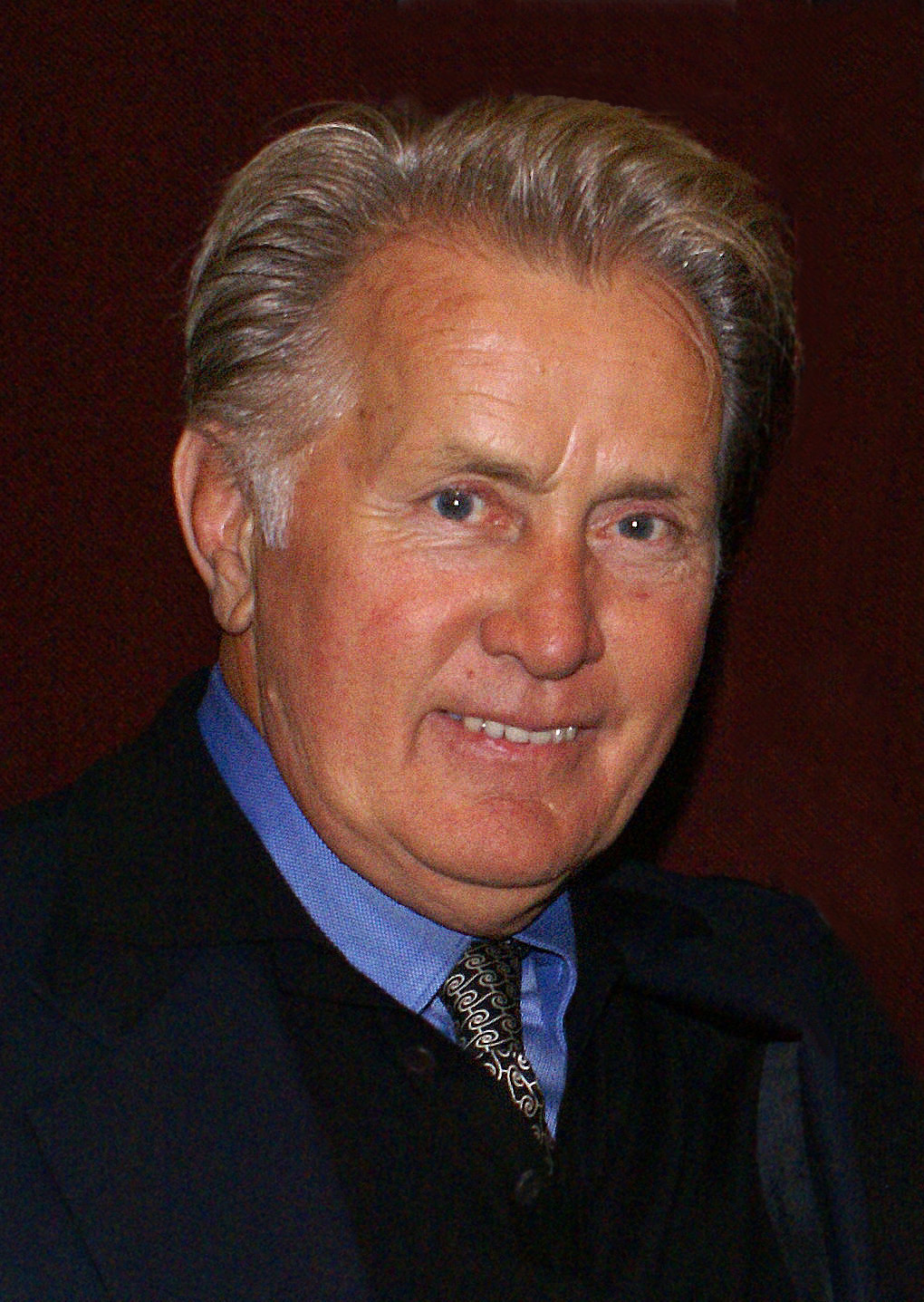
Martin Sheen spielt Präsident Bartlet

Josiah Bartlet ist der amtierende Präsident der Vereinigten Staaten. Er ist Mitglied der Demokratischen Partei und war vor seiner Präsidentschaft Gouverneur seines Heimatstaates New Hampshire. In den parteiinternen Vorwahlen konnte er sich als Außenseiter gegen den Favoriten und späteren Vizepräsidenten John Hoynes durchsetzen. Die erste Staffel setzt ein halbes Jahr nach der Amtseinführung ein. Während der Staffel gesteht Bartlet seinem Stabschef Leo nach einem Zusammenbruch, dass er seit ungefähr 10 Jahren an Multipler Sklerose leidet. Am Ende der ersten Staffel gerät Bartlet nach einer Veranstaltung an einer Universität unbeabsichtigt unter Beschuss und wird verletzt. Das Attentat war eigentlich seinem Assistenten Charlie gewidmet. Nach einer Operation und einem Krankenhausaufenthalt kann er sich wieder seinem Amt widmen. Aufgrund eines Manövers seines Vizepräsidenten John Hoynes erfährt sein Beraterstab vor dem Ende der zweiten Staffel von der MS-Erkrankung. Bartlet gibt am Ende der zweiten Staffel seine erneute Kandidatur bekannt, nachdem er zuvor unentschlossen war. Vor Beginn des Wahlkampfes setzt der Kongress einen Untersuchungsausschuss ein, der sich mit der Verheimlichung der Krankheit beschäftigt. Die Ermittlungen enden vor dem Beginn des Wahlkampfs damit, dass Bartlet als erster Präsident in der Geschichte vom Kongress offiziell gerügt wird. Zum Ende der dritten Staffel und während des Wahlkampfs befiehlt Bartlet in einer geheimen Mission die Tötung des Verteidigungsministers des fiktiven Staates Qumar im Nahen Osten. Dieser hatte zuvor als Anführer einer Terrorzelle einen Anschlag auf die Golden Gate Bridge geplant. In der vierten Staffel besiegt Bartlet bei den Präsidentschaftswahlen seinen republikanischen Kontrahenten Robert Ritchie deutlich und sichert sich das Amt für vier weitere Jahre. Am Ende der vierten Staffel wird Zoey Bartlet, eine seiner drei Töchter, bei der Abschlussfeier ihrer Universität entführt. Er legt sein Amt daraufhin temporär nieder und übergibt es dem Republikaner Glen Allen Walken, dem Sprecher des Repräsentantenhauses. Bartlets eigentlicher Stellvertreter Hoynes war nur wenige Tage zuvor aufgrund eines Skandals vom Amt des Vizepräsidenten zurückgetreten. In diese Phase fällt auch die Veröffentlichung der Informationen über die Tötung des qumarischen Verteidigungsministers. Nachdem Zoey zu Beginn der fünften Staffel gefunden wird und Bartlet die Amtsgeschäfte wieder übernimmt, scheitern die Haushaltsverhandlungen mit den Republikanern. Daraufhin kommt es zeitweise zu einem Government Shutdown. Im späteren Verlauf der Staffel gelingt es Bartlet, zwei Richter am Obersten Bundesgericht einzusetzen, darunter die erste Frau im Amt des Chief Justice. In der sechsten Staffel schließt Präsident Bartlet mit Israel und Palästina ein Abkommen zur Friedenssicherung im Nahen Osten. Sein letztes Jahr im Amt wird von der Veröffentlichung streng geheimer Informationen überschattet. So wird durch ein Informationsleck bekannt, dass die Vereinigten Staaten ein militärisches Space Shuttle besitzen. Seine Amtszeit endet in der letzten Folge, in der er dem neugewählten Präsidenten Matt Santos das Amt übergibt.
Bartlet wird als intelligenter Mann dargestellt. In direkten Gesprächen bescheinigen ihm andere Figuren einen „außergewöhnlichen Verstand“ und „wahre Größe“. Seine Frau Abigail sagt zu ihm, dass er ein „großes Hirn und ein gutes Herz“ habe. Bartlet ist auch redegewandt, so sagt Josh über ihn, dass Bartlet noch nie eine kurze Rede gehalten habe. Seine Intelligenz spiegelt sich auch in seinem Bildungsgang wider. Er schloss sein Studium an der University of Notre Dame mit summa cum laude ab und erwarb folglich an der London School of Economics den Masterabschluss sowie einen Doktortitel. Am Dartmouth College arbeitete Bartlet auch als Professor, was sich gelegentlich auch während seiner Präsidentschaft im Umgang mit seinen Beratern zeigt. So gibt Bartlet gern mit seinem umfangreichen Wissen an, stellt seinem Stab Quizfragen oder hält belehrende Vorträge über Nationalparks, Satzzeichen und Früchte. Sein Wissen beschreibt Josh als „umfassend“ und „enzyklopädisch mit dem Hang zum Lächerlichen und Idiotischen“. Seine Sekretärin Mrs. Landingham bescheinigt ihm während seiner Jugend auch die „Gabe zur Inspiration“. Der Umgang mit seinen engen Beratern ist meist herzlich, sobald er diese näher kennenlernt. Während er Josh und Charlie als seine Söhne bezeichnet, sieht er C.J. als Teil seiner Familie. Bartlet zeigt sich bei Fehlern dazu bereit, diese einzugestehen und die Schuld auf sich zu nehmen. Von C.J. wird Bartlet als „sehr beschützender Vater“ bezeichnet. Er repräsentiert in vielen Aspekten einen progressiven Präsidenten. So spricht er sich für umfassende Sozialhilfeprogramme, eine bessere Krankenversicherung und eine empfängliche Willkommenskultur für Flüchtlinge aus. Während seines ersten Präsidentschaftswahlkampfs spricht er sich gegen die Durchführung von Abtreibungen aus. Dies ist für ihn allerdings keine politische Fragestellung; so ist er der Ansicht, dass dieses Thema nicht durch ein Gesetz geregelt werden sollte. Außenpolitisch nähert er sich verfeindeten Staaten wie Kuba und Nordkorea an und initiiert auch ein Abkommen zum Aussetzen von Atomwaffentests. Zudem vermittelt er bei diversen internationalen Konflikten, die die Vereinigten Staaten nicht direkt betreffen und spricht sich für die Wahrung der Menschenrechte in sämtlichen Staaten aus. Bei Verstößen sieht sich Bartlet zur militärischen Intervention verpflichtet, wie beispielsweise beim Genozid im fiktiven afrikanischen Staat Kundu. Als Wirtschaftswissenschaftler und Träger des Nobelpreises für Wirtschaft legt er auch einen großen Stellenwert auf eine stabile wirtschaftliche Entwicklung.

### Josh Lyman

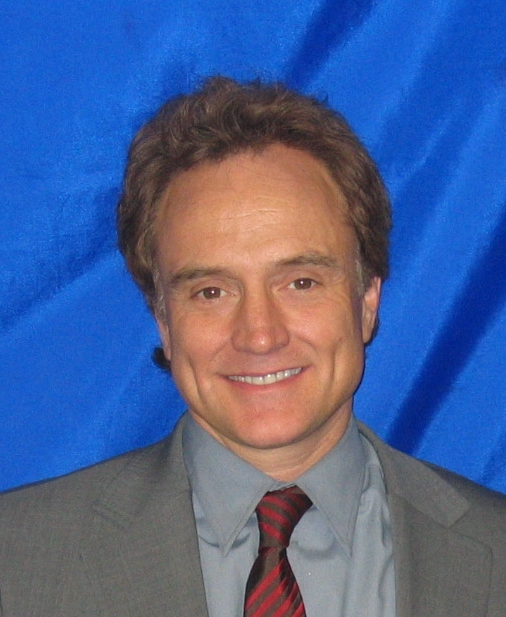
Bradley Whitford spielt Josh Lyman

Josh Lyman ist stellvertretender Stabschef des Weißen Hauses und somit Leo McGarrys Stellvertreter. Er arbeitete ursprünglich für die Präsidentschaftskampagne des damaligen Senators und späteren Vizepräsidenten John Hoynes. Nachdem er von Leo McGarry darum gebeten wird, sich eine Wahlkampfrede des Kandidaten Josiah Bartlet anzuhören, gibt er seine Tätigkeit für Hoynes allerdings auf und wechselt ins Lager von Bartlet. Zu seinen Aufgaben gehört unter anderem, der Bartlet-Regierung bei wichtigen Gesetzentwürfen Stimmen zu sichern und Kongressmitglieder von der Position des Präsidenten zu überzeugen. Am Ende der ersten Staffel wird Josh beim Attentatsversuch nach einem öffentlichen Auftritt des Präsidenten angeschossen und schwer verwundet. Zwar kann er sich körperlich von dem Ereignis erholen. Bei ihm wird allerdings im Laufe der Staffel eine posttraumatische Belastungsstörung diagnostiziert, nachdem er gegenüber seinen Kollegen und dem Präsidenten ein ungewöhnlich konfrontatives Verhalten an den Tag legt. In der fünften Staffel werden seine Aufgaben zeitweise beschnitten, nachdem er durch Weitergabe von Informationen an die Presse einen Abgeordneten der Demokraten zum Parteiaustritt bewegt. So nimmt Josh nicht an den Haushaltsverhandlungen teil, die letztlich zum Government Shutdown führen. Nachdem sich die First Lady Abigail Bartlet beim Präsidenten dafür einsetzt, Josh in die Problemlösung einzubeziehen, endet der Shutdown auch dank der Ratschläge von Josh. In der sechsten Staffel bittet der frühere Vizepräsident John Hoynes Josh darum, seinen Wahlkampf für die anstehenden Präsidentschaftswahlen zu leiten. Josh sagt Hoynes ab und überzeugt stattdessen den texanischen Abgeordneten Matt Santos davon, in der Politik zu bleiben und für das Amt des Präsidenten zu kandidieren. Er verlässt das Weiße Haus und übernimmt somit die Leitung des Wahlkampfs. Mit seinem Kandidaten Santos, dem nur geringe Chancen eingeräumt werden, kann Josh die Vorwahlen in Kalifornien und Texas gewinnen. Auf dem Nominierungsparteitag der Demokraten kann sich Santos letztlich die Nominierung sichern. Im Rahmen des Parteitags bittet er Leo McGarry darum, der Kandidat für die Vizepräsidentschaft zu werden. Santos sichert sich die Präsidentschaft, indem er seinen republikanischen Herausforderer Arnold Vinick knapp schlagen kann. Nach dem Wahlsieg wird Josh von Santos zum Stabschef des Weißen Hauses ernannt. Als seinen Stellvertreter holt er Sam Seaborn zurück ins Weiße Haus.
Josh ist weniger idealistisch geprägt als einige seiner Kollegen. So neigt Josh von allen Charakteren am ehesten dazu, weniger ehrwürdige Strategien ins Auge zu fassen. So schlägt er gelegentlich Lösungen und Methoden vor, die andere Mitglieder des Stabs nicht billigen würden.

### Toby Ziegler

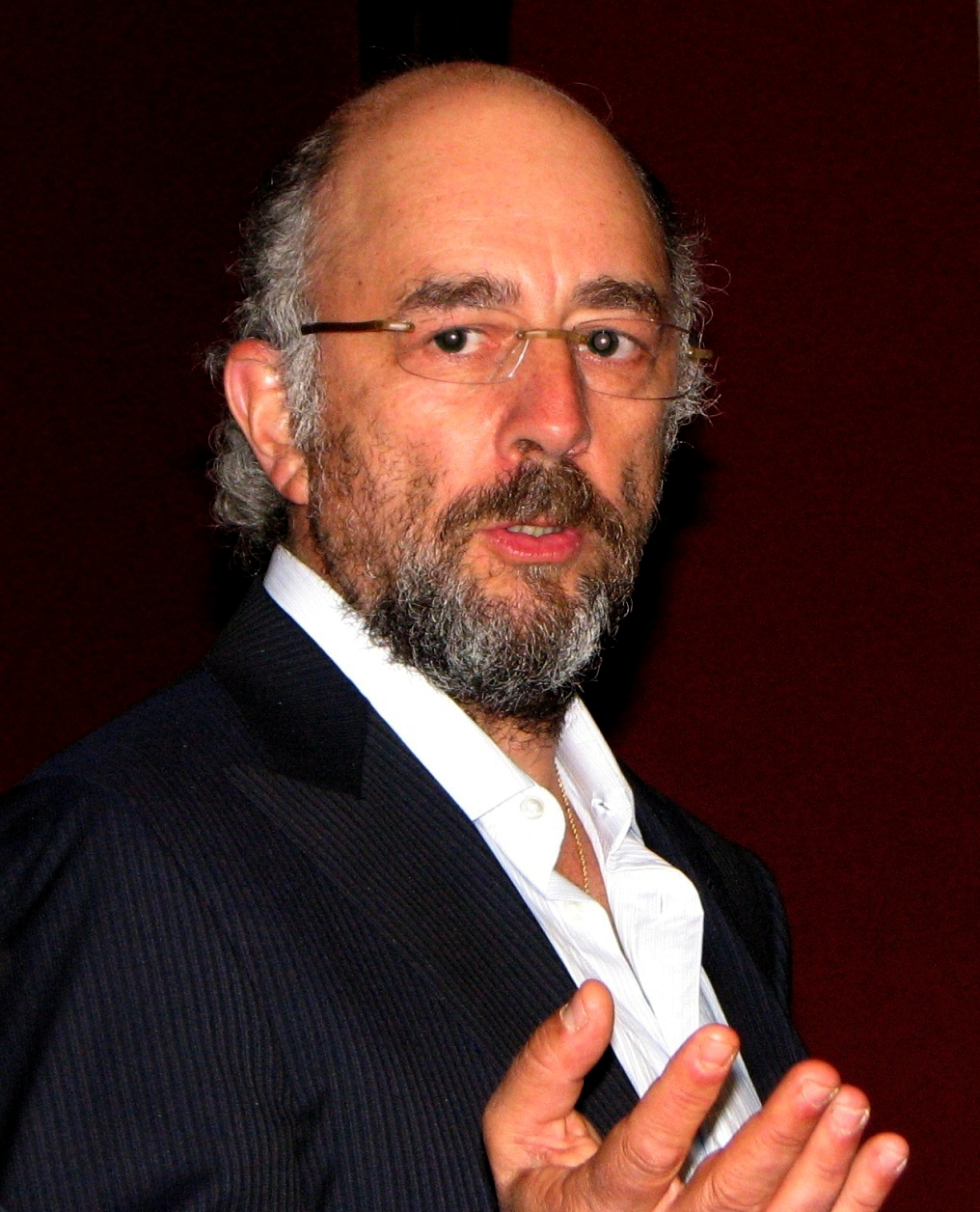
Richard Schiff spielt Toby Ziegler

Der Kommunikationsdirektor des Weißen Hauses verlor vor seiner Tätigkeit für den Präsidentschaftskandidaten Josiah Bartlet zahlreiche Wahlkämpfe auf nationaler und bundesstaatlicher Ebene. Als Kommunikationsdirektor ist er für die Botschaft der Regierung verantwortlich. Zudem ist er hauptverantwortlicher Redenschreiber und ein ranghoher politischer Berater des Präsidenten. Toby ist ein trotz seiner Erscheinung als Griesgram eine Art Idealist, der anders als seine Kollegen oftmals davon absieht, seine eigenen politischen Ansichten in Frage zu stellen. Er wird als eindrucksvoller Gegner in Diskussionen dargestellt, der seinen Standpunkt mit Leichtigkeit deutlich machen kann, auch gegenüber dem Präsidenten. Zudem ist er für seine bissigen Bemerkungen bekannt.

### Leo McGarry
Der Stabschef des Weißen Hauses war zuvor Arbeitsminister und flog während des Vietnamkriegs Kampfjets. Als alter Freund des Präsidenten besuchte er den ehemaligen Gouverneur in seiner Villa, um ihn von einer Präsidentschaftskandidatur zu überzeugen. Nach der siegreichen Kampagne wurde er zum Stabschef des Weißen Hauses ernannt, wodurch er als rechte Hand des Präsidenten sämtliche Aktivitäten im Westflügel koordiniert. Als erster Berater von Präsident Josiah Bartlet hat Leo sein Büro direkt neben dem Oval Office. Er begleitet den Präsidenten in Krisensituationen in den Situation Room und berät ihn in allen Angelegenheiten. Leo ist intensiv in die tagtägliche Politik und Arbeit des Mitarbeiterstabs involviert. Eine seiner Inspirationen ist der Big Block of Cheese Day. An diesem Tag, der einmal im Jahr stattfindet, erhalten Gruppen, deren Anliegen vom Weißen Haus normalerweise nicht beachtet werden, die Möglichkeit zu Treffen mit hochrangigen Mitarbeitern. Er wird von Mitgliedern aus beiden politischen Lagern und dem Mitarbeiterstab mit großem Respekt behandelt. Seine Arbeit im Weißen Haus steht auf seiner Prioritätenliste ganz oben, weshalb er auch familiäre Schwierigkeiten in Kauf nimmt.

### Sam Seaborn

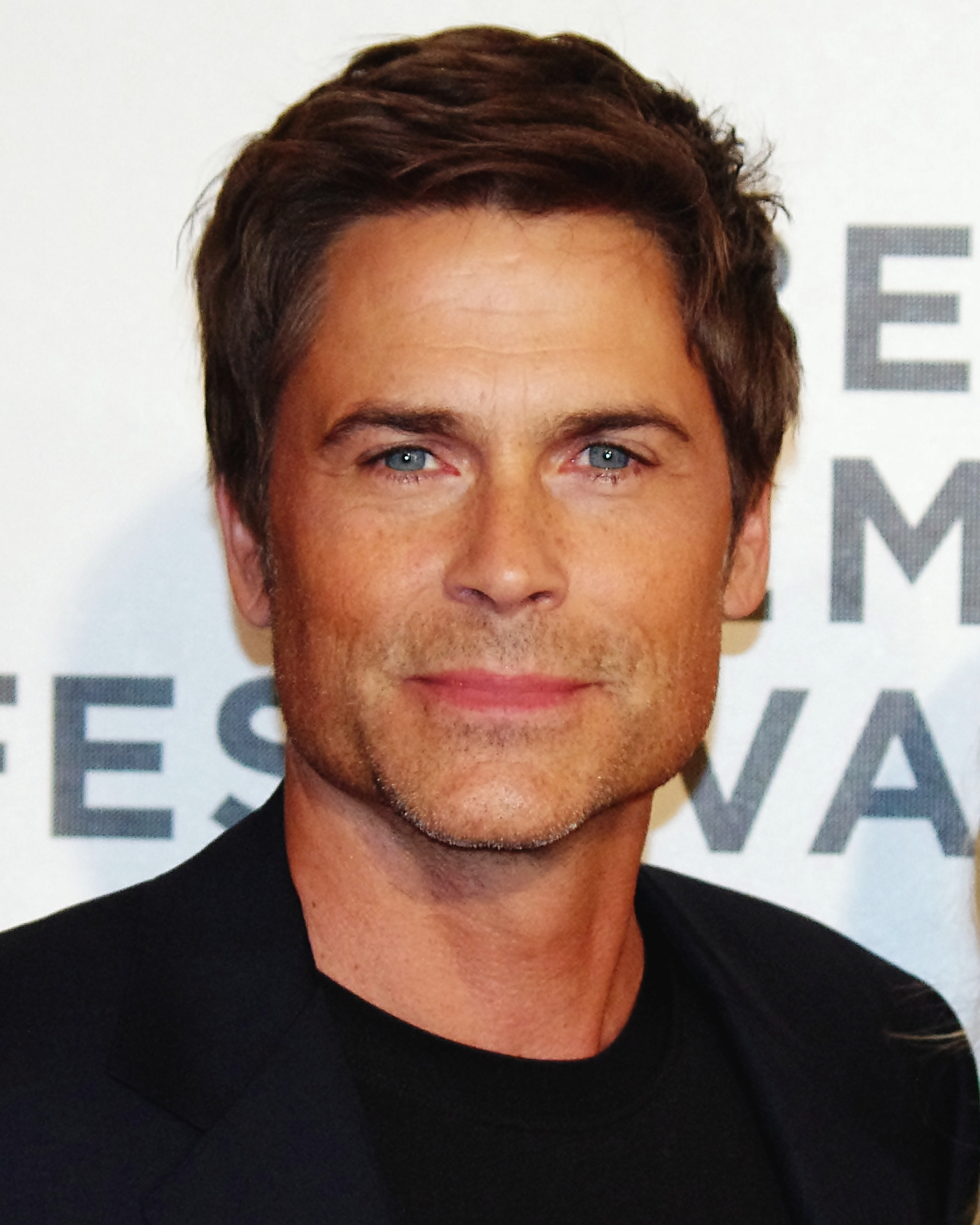
Rob Lowe spielt Sam Seaborn

Der stellvertretende Kommunikationsdirektor und damit Vertreter von Toby Ziegler ist der größte Idealist des Mitarbeiterstabs. Der frühere Anwalt wurde von seinem langjährigen Freund Josh ins Team des Präsidentschaftskandidaten Josiah Bartlet gelockt. Er arbeitet nun für Toby und schreibt gemeinsam mit ihm die Reden des Präsidenten. Bevor Sam von Josh überzeugt wurde, für die Präsidentschaftskampagne von Josiah Bartlet zu arbeiten, war er Anwalt für eine Kanzlei in New York City. Seit der gewonnenen Wahl füllt er im Weißen Haus die Position des stellvertretenden Kommunikationsdirektors aus. Somit arbeitet er oftmals mit seinem Vorgesetzten Toby zusammen, um die Reden des Präsidenten zu schreiben. Dazu zählen unter anderem die jährliche Rede zur Lage der Nation oder die Rede zur Amtseinführung. Sam hat als Redenschreiber nicht nur ein Gespür für die richtigen Worte, auch kommt er gut bei Frauen an. Erweist sich dies aus Sicht seiner Kollegen teils als problematisch, schämt sich Sam nicht für seine Bekanntschaften.

### C.J. Cregg

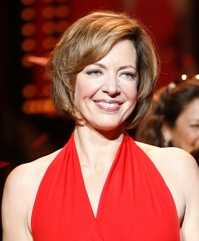
Allison Janney spielt C.J. Cregg

Die Pressesprecherin des Weißen Hauses wurde zuvor in Hollywood für ihre Ehrlichkeit gefeuert und erhielt ein Jobangebot von Toby. Als Pressesprecherin wird sie das Gesicht und die Stimme der Bartlet-Regierung, indem sie die Presse unterrichtet und Storys über das Weiße Haus zu steuern versucht, bevor sie an die Öffentlichkeit geraten. Sie besticht nicht nur mit ihrer Scharfsinnigkeit, auch begegnet sie den Journalisten äußerst wortgewandt, charmant und humorvoll.

### Mandy Hampton
Die Medienberaterin des Präsidenten arbeitete schon vor Serienbeginn für den Präsidenten, als dieser im Rahmen seiner Kampagne für die Präsidentschaft kandidierte. Zwar leistete sie gute Arbeit, doch sie erhielt zunächst keinen Job im Weißen Haus. Während der Kampagne führte sie auch eine Beziehung mit Josh. In der zweiten Folge der ersten Staffel erhält sie schließlich die Position der Medienberaterin.

### Charlie Young

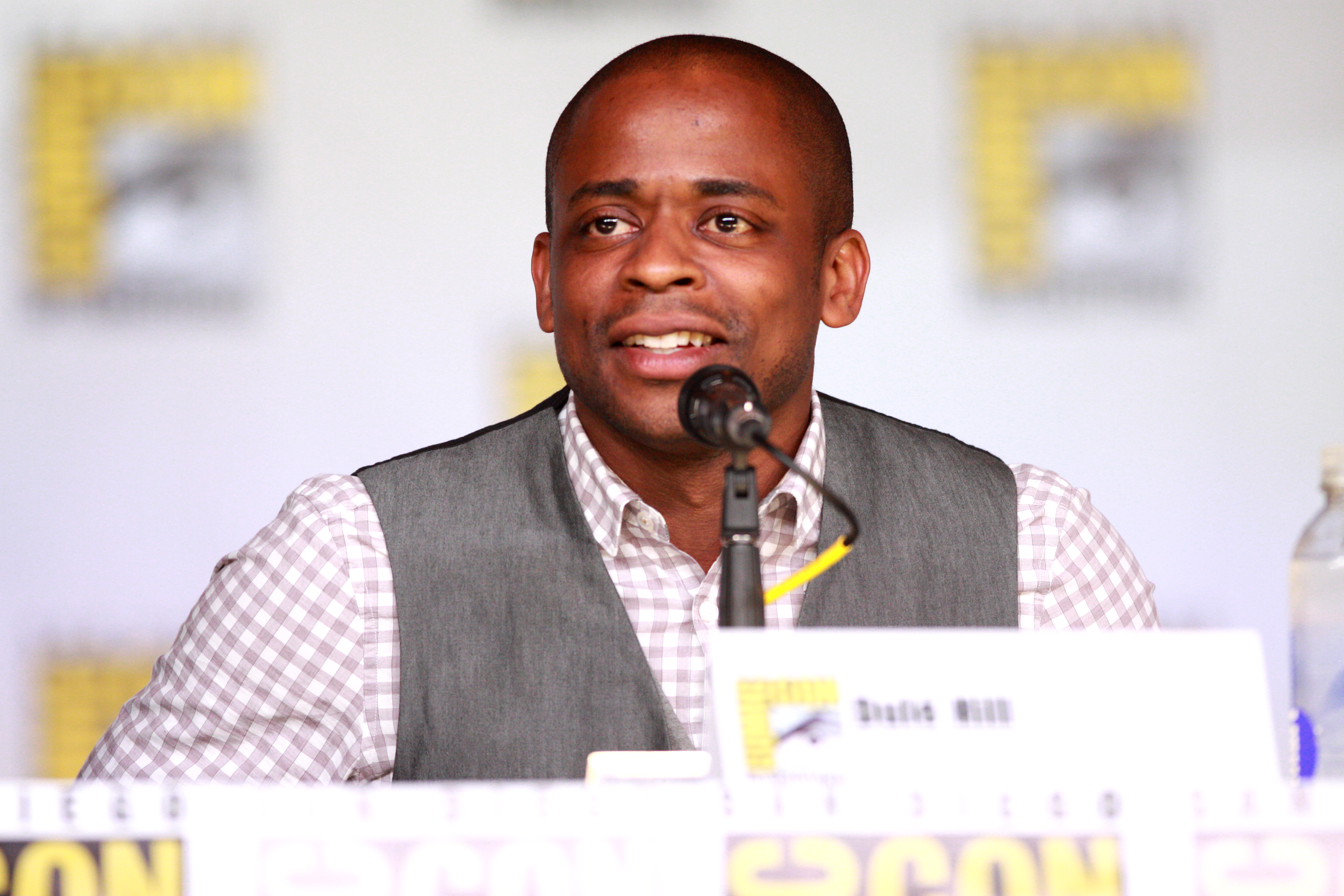
Dulé Hill spielt Charlie Young

Der persönliche Assistent des Präsidenten interessiert sich zunächst nur für einen Job als Bote. Schnell wird er aber für seinen jetzigen Job in Erwägung gezogen. Er ist unter anderem für die morgendlichen Weckrufe des Präsidenten zuständig und begleitet ihn auch auf Reisen im In- und Ausland. Charlie, dessen Mutter bei einem Einsatz als Polizistin erschossen wurde, bewirbt sich in der dritten Folge für einen Teilzeitjob als Bote. Josh, der eine Art Vorstellungsgespräch mit ihm führt, erkennt in seiner Schulleistung allerdings sein Potenzial und macht ihn zum persönlichen Assistenten des Präsidenten, also zum sogenannten body man. Charlie wird als furchtloser und mutiger junger Mann dargestellt.

### Donna Moss
Die Assistentin des stellvertretenden Stabschefs Josh war zuvor auf Jobsuche, nachdem ihr ehemaliger Freund sie sitzengelassen hat. Nachdem sie im Hauptquartier der Bartlet-Kampagne für Josh arbeitete, repräsentiert sie neben ihrer Tätigkeit auch die naive Stimme des Volkes, um mehr über die politischen Hintergründe zu erfahren. Auch Donna stieß erst während des Präsidentschaftswahlkampfes zum Team. Nachdem Josh ihr den Job als seine Assistentin zusicherte, wurde sie zu seiner rechten Hand. Oftmals schlüpft sie in die Rolle des Zuschauers, indem sie die jeweiligen Themen kommentiert und Fragen stellt. Ihre professionelle Beziehung zu Josh verläuft allerdings nicht immer problemlos. Nicht zuletzt deshalb, da beide Figuren eine romantische Spannung umgibt.

### Abigail Bartlet

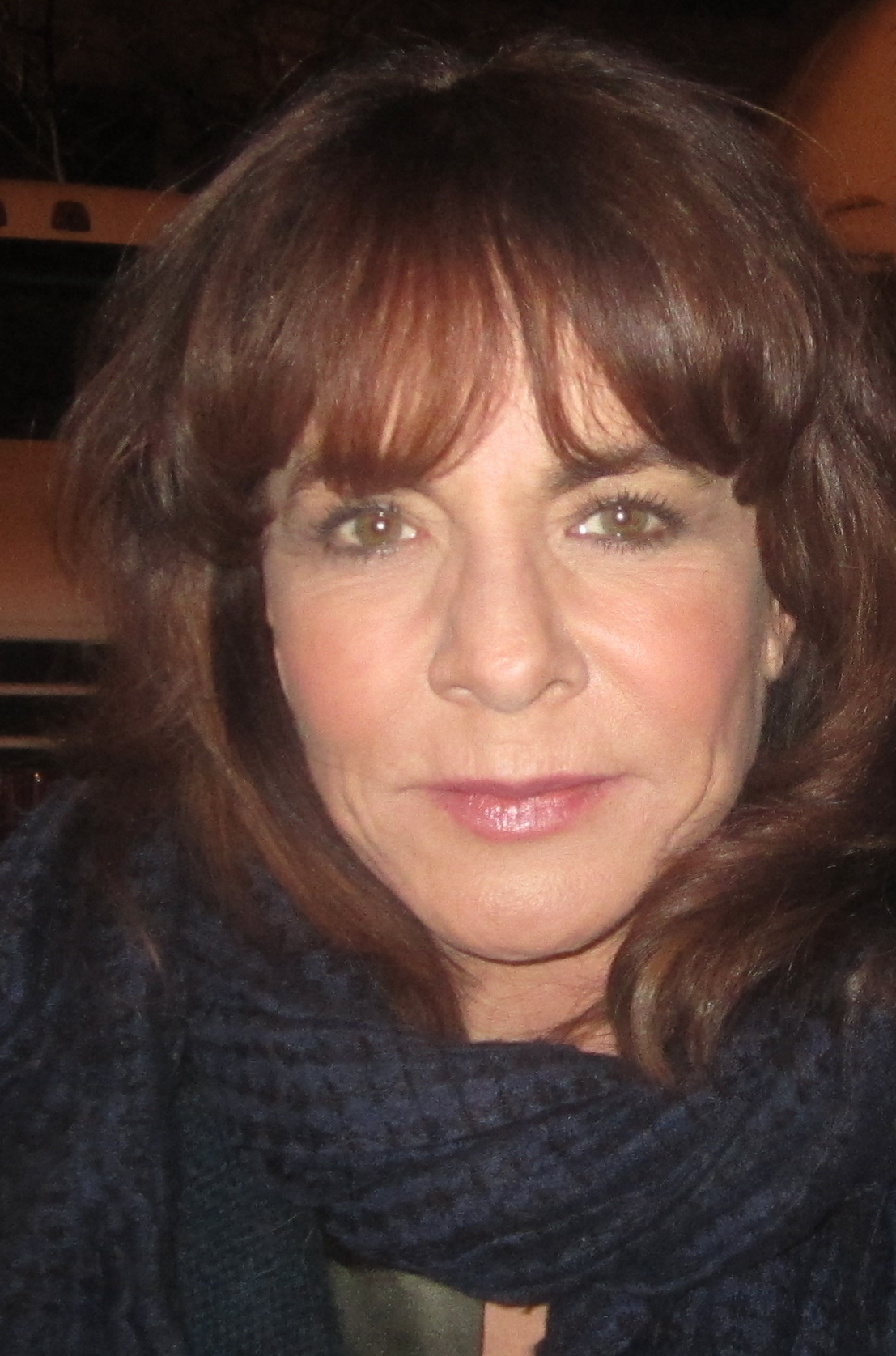
Stockard Channing spielt Abigail Bartlet

Die First Lady ist seit über 30 Jahren mit dem Präsidenten verheiratet. Sie ist Chirurgin und zudem Mutter von drei Töchtern: Elizabeth, Ellie und Zoey. Trotz ihrer überwiegend repräsentativen Position ist sie auch politisch aktiv und setzt sich unter anderem für die Gleichberechtigung ein. Als Ärztin legt sie einen besonderen Fokus auf die Gesundheit ihres Mannes, die nicht immer ganz unproblematisch ist.

### Will Bailey
Als Wahlkampfleiter in Kalifornien vertritt er einen verstorbenen Kandidaten und gewinnt den Wahlkampf. Nachdem Sam den Kandidaten ersetzt und zu Neuwahlen antritt, stößt Will zu Beginn der zweiten Amtszeit von Präsident Bartlet zum Mitarbeiterstab des Weißen Hauses. Wie zuvor Sam arbeitet er als Redenschreiber mit Toby zusammen. Dieses Verhältnis gestaltet sich allerdings als zunehmend schwierig, da Will schon bald mit einem neuen Jobangebot kokettiert.

### Kate Harper
Die Stellvertreterin der Nationalen Sicherheitsberaterin Nancy McNally gerät ab der fünften Staffel in außenpolitischen Diskussionen einige Male mit Stabschef Leo McGarry aneinander, mit dem sie zudem eine persönliche Vergangenheit teilt.

### Matt Santos

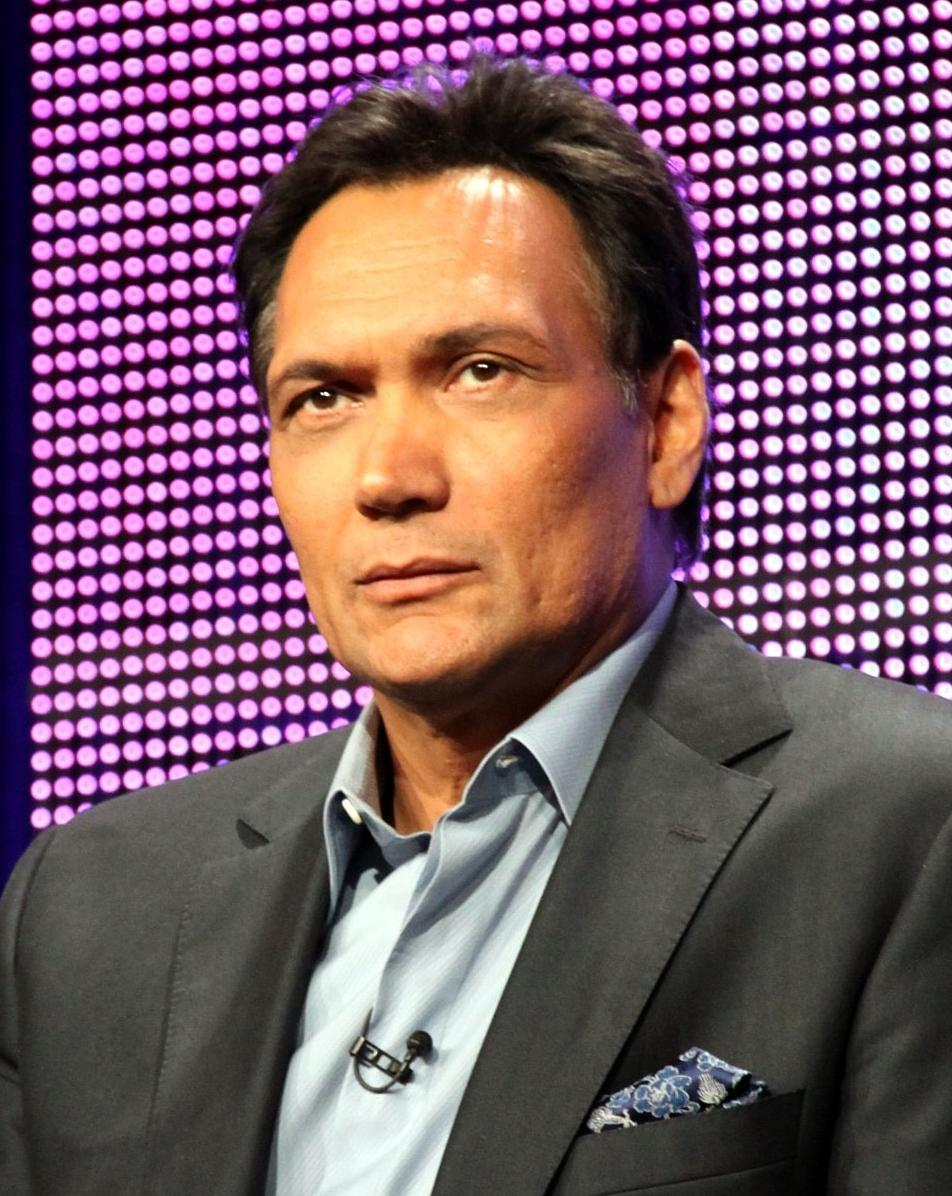
Jimmy Smits spielt Matt Santos

Der demokratische Kongressabgeordnete aus Texas möchte sich aus der Politik zurückziehen, ehe Josh ihn während der sechsten Staffel von einer Präsidentschaftskandidatur überzeugen kann. Er machte sich als Bürgermeister von Houston einen Namen, bevor er begann, einen Kongressbezirk in seinem Heimatstaat Texas zu repräsentieren. Nach der Verabschiedung eines Gesetzes tritt Josh an ihn heran und fragt ihn, ob er für die Präsidentschaft kandidieren wolle. Santos, der nach der Amtszeit eigentlich aus der Politik aussteigen will, stellt eine Bedingung: Josh soll seinen Wahlkampf leiten.

### Arnold Vinick

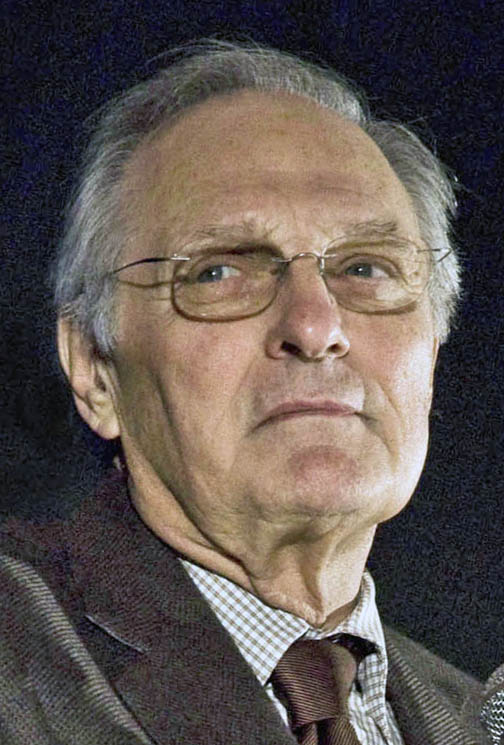
Alan Alda spielt Arnold Vinick

Der republikanische Senator aus Kalifornien gibt in der sechsten Staffel seine Präsidentschaftskandidatur bekannt, nachdem Josh ihm anbietet, in der Bartlet-Regierung als UN-Botschafter zu dienen. Er vertritt nicht nur typisch republikanische Positionen. So spricht er sich unter anderem für Abtreibungen aus.

### Annabeth Schott
Annabeth Schott wird in der sechsten Staffel zur stellvertretenden Pressesprecherin des Weißen Hauses berufen. Ihre Aufgabe besteht zunächst darin, eine geeignete Nachfolgerin für die Position des Pressesprechers zu finden, nachdem C.J. zur Stabschefin berufen wurde. Obwohl sie Toby von dieser Position überzeugen kann, muss sie die Rolle oftmals selbst ausfüllen, da Toby anderweitig beschäftigt ist.

## Besetzung und Synchronisation

### Überblick
Für die Rolle des Präsidenten Josiah Bartlet wurden mehrere Schauspieler in Betracht gezogen. So wurde Sidney Poitier die Rolle angeboten. Gemäß Aaron Sorkin sind die Gespräche allerdings früh gescheitert. Jason Robards, der die zweite Wahl darstellte, war in einem schlechten Gesundheitszustand, so dass man von seinem Mitwirken absah. Folglich wurden Hal Hoolbrook und John Cullum ins Auge gefasst. John Wells machte allerdings den Vorschlag, Martin Sheen zu kontaktieren. Dieser hatte mit Sorkin bereits im Rahmen von Hallo, Mr. President zusammengearbeitet, als er die Rolle des Stabschefs verkörperte. Nachdem Sheen das Drehbuch gelesen hatte, stimmte er einer Zusammenarbeit zu. Ursprünglich war vorgesehen, dass der Präsident nicht in jeder Episode auftaucht. Daher unterschrieb Sheen einen Vertrag, der seine Beteiligung in nur vier von dreizehn Folgen regelte. Der ausstrahlende Sender NBC signalisierte nach der Pilotfolge allerdings sein Interesse, Sheen möglicherweise häufiger einsetzen zu wollen. Die einzige Bedingung des Produktionsteams für sein Mitwirken war, dass er nur in The West Wing einen Präsidenten verkörpern sollte. Sheen stellte nach eigener Aussage zwei Forderungen, die auch erfüllt wurden; seine Figur Josiah Bartlet sollte Katholik sein und seinen Abschluss an der University of Notre Dame gemacht haben. Für seine Rolle ließ sich Sheen von den realen Präsidenten John F. Kennedy, Jimmy Carter und Bill Clinton inspirieren.
Die Rolle des stellvertretenden Kommunikationsdirektors Sam Seaborn wurde an Rob Lowe vergeben. Sorkin habe zunächst keine Ahnung gehabt, dass Lowe für die Rolle vorsprechen wollte. Als er Lowe vor dem Vorsprechen sah, war er gewillt, ihm die Rolle aufgrund seiner Bekanntheit nicht zu geben. Er befürchtete zunächst, dass die Balance der gecasteten Schauspieler aus dem Gleichgewicht geraten würde. Lowe, der sich für das Vorsprechen auf drei Szenen vorbereitet hatte, konnte Sorkin allerdings bereits während der ersten Szene überzeugen und bekam die Rolle. Sorkin war dermaßen angetan, dass er bereit war, jede seiner Lohnforderungen zu akzeptieren.
Bezüglich der Rolle des Stabschefs Leo McGarry waren sich die Produzenten Aaron Sorkin und Thomas Schlamme schnell einig. Während sie die Rolle mit John Spencer besetzten, befassten sie sich näher mit der Rolle des Kommunikationsdirektors Toby Ziegler. Letztlich konnte Richard Schiff die Rolle in einem Zweikampf mit Eugene Levy ergattern. Levy sei „stark, traurig und sehr fesselnd“ gewesen, doch man habe die Blicke nicht von Schiff wenden können. Einige Jahre später begegneten sich Schiff und Levy bei einer Veranstaltung. Als Schiff vorsprach, habe Levy seine Ohren an die Tür gehalten, Schiff aber nicht hören können. Levy sei sich daher sicher gewesen, die Rolle zu erhalten.
Der Vergabe der Rolle der Pressesprecherin C.J. Cregg ging ein Zweikampf zwischen Allison Janney und CCH Pounder voraus. Sorkin hatte Janney zuvor einzig in Mit aller Macht gesehen, in dem Janney ihn mit einer Stolperszene auf einer Treppe begeistern konnte. Zwar sei Pounder beim Vorsprechen großartig gewesen, doch im Rückblick könne man nur schwer von einer falschen Entscheidung sprechen, da Janney zum „schlagenden Herzen“ der Serie geworden sei. Janney kehrte nach dem Vorsprechen ins Hotel zurück und fand einen Blumenstrauß von Sorkin vor, mit dem sie zur Teilnahme an der Pilotfolge begrüßt wurde.
Moira Kelly wurde die Rolle der Medienberaterin Mandy Hampton ohne vorheriges Vorsprechen angeboten. Die Zusammenarbeit mit ihr sei laut Sorkin „ein Genuss“ gewesen. Auch dank ihrer Professionalität habe sie allerdings im Laufe der Zeit verstanden, dass ihre Figur im Rahmen der Serie nicht funktionierte. Janel Moloney, die später in die Rolle von Josh Lymans Assistentin Donna Moss schlüpfen sollte, sprach zunächst für die Rolle der Pressesprecherin C.J. vor. Als allerdings klar wurde, dass diese an Allison Janney gehen würde, bot man ihr die Rolle der Assistentin Donna an. Moloney arbeitete zu dieser Zeit als Hostess in einem italienischen Restaurant in Beverly Hills. Diesen Job gab sie nach der dritten Folge allerdings auf, da sie von ihrer Zukunft in der Serie überzeugt war. Ab der zweiten Staffel zählte sie dann zur Hauptbesetzung.
Mit Ausnahme von Martin Sheen, der 300.000 US-Dollar pro Episode verdiente, erhielt jeder der Hauptdarsteller ungefähr 75.000 US-Dollar für jede Episode. Rob Lowe verließ die Serie während der vierten Staffel angeblich deshalb, weil ihm keine Gehaltserhöhung zugestanden wurde. Vergütungsungleichheiten führten zu öffentlich gemachten Streitereien, die insbesondere von Allison Janney, Richard Schiff, John Spencer und Bradley Whitford forciert wurden. Während Vertragsverhandlungen drohte ihnen Warner Bros. im Jahr 2001 mit Klagen aufgrund vertragswidriger Handlungen seitens der Schauspieler. Jedoch schlossen sich die Schauspieler zusammen und konnten das Studio davon überzeugen, ihre Bezüge zu verdoppeln. Zwei Jahre später forderten jene vier Schauspieler erneut eine Verdopplung ihrer Gehälter, nachdem Warner Bros. einen neuen Lizenzvertrag mit den ausstrahlenden Sendern NBC und Bravo unterzeichnete.
Am 16. Dezember 2005 starb John Spencer, der Darsteller der Figur Leo McGarry, infolge eines Herzinfarkts. Bis zu diesem Zeitpunkt hatte NBC bereits neun Episoden der siebten Staffel ausgestrahlt. Fünf weitere Episoden waren zudem für die Ausstrahlung fertiggestellt. Unmittelbar vor der am 8. Januar 2006 gesendeten Episode Der Vizekandidat, der ersten ausgestrahlten Folge nach Spencers Tod, hielt Martin Sheen eine 22-sekündige Gedenkansprache. Seinen letzten Auftritt hat Spencer in der am 12. März 2006 erstausgestrahlten Episode Interventionen. Sein Tod wird allerdings erst mit der Folge Tag der Entscheidung, Teil 1 aufgegriffen.
Die deutsche Synchronisation entstand nach den Dialogbüchern von Michael Erdmann, Dirk Bublies, Thomas Petruo und Peter Minges und unter der Dialogregie von Matthias Müntefering, Michael Erdmann, Marco Kröger, Hans-Jürgen Dittberner und Peter Minges durch die Synchronfirma Deutsche Synchron Film GmbH in Berlin.

### Hauptdarsteller
Die Tabelle nennt die Schauspieler, ihre Rollennamen, ihre Zugehörigkeit zur Hauptbesetzung (●) bzw. zu den Neben- und Gastdarstellern (•) je Staffel (1–7), die Summe der Episoden mit Auftritten in Haupt- und Neben- bzw. Gastrolle sowie ihre deutschen Synchronsprecher. Joshua Malina begann in der vierten Staffel zunächst als Nebendarsteller, ehe er als Hauptdarsteller geführt wurde.
|                   |                 | Staffel | Staffel | Staffel | Staffel | Staffel | Staffel | Staffel |     |                                                                  |
| Schauspieler      | Rollenname      | 1       | 2       | 3       | 4       | 5       | 6       | 7       | Ep. | Deutscher Synchronsprecher                                       |
| ----------------- | --------------- | ------- | ------- | ------- | ------- | ------- | ------- | ------- | --- | ---------------------------------------------------------------- |
| Bradley Whitford  | Josh Lyman      | ●       | ●       | ●       | ●       | ●       | ●       | ●       | 149 | Hans-Jürgen Dittberner (Staffeln 1–5) Michael Pan (Staffeln 6–7) |
| Allison Janney    | C.J. Cregg      | ●       | ●       | ●       | ●       | ●       | ●       | ●       | 146 | Karin Buchholz                                                   |
| Richard Schiff    | Toby Ziegler    | ●       | ●       | ●       | ●       | ●       | ●       | ●       | 142 | Marco Kröger                                                     |
| Martin Sheen      | Josiah Bartlet  | ●       | ●       | ●       | ●       | ●       | ●       | ●       | 140 | Reinhard Kuhnert                                                 |
| John Spencer      | Leo McGarry     | ●       | ●       | ●       | ●       | ●       | ●       | ●       | 135 | Hans-Werner Bussinger (Staffeln 1–3) Uli Krohm (Staffeln 4–7)    |
| Dulé Hill         | Charlie Young   | ●       | ●       | ●       | ●       | ●       | ●       | ●       | 132 | Rainer Fritzsche                                                 |
| Rob Lowe          | Sam Seaborn     | ●       | ●       | ●       | ●       |         |         | •       | 79  | Matthias Deutelmoser                                             |
| Moira Kelly       | Mandy Hampton   | ●       |         |         |         |         |         |         | 22  | Ghadah Al-Akel                                                   |
| Janel Moloney     | Donna Moss      | •       | ●       | ●       | ●       | ●       | ●       | ●       | 141 | Sabine Mazay                                                     |
| Stockard Channing | Abigail Bartlet | •       | •       | ●       | ●       | ●       | ●       | ●       | 58  | Daniela Strietzel                                                |
| Joshua Malina     | Will Bailey     |         |         |         | • \| ●  | ●       | ●       | ●       | 72  | Klaus-Peter Grap                                                 |
| Mary McCormack    | Kate Harper     |         |         |         |         | •       | ●       | ●       | 30  | Eva Michaelis                                                    |
| Jimmy Smits       | Matt Santos     |         |         |         |         |         | ●       | ●       | 37  | Charles Rettinghaus                                              |
| Alan Alda         | Arnold Vinnick  |         |         |         |         |         | ●       | ●       | 28  | Eberhard Haar                                                    |
| Kristin Chenoweth | Annabeth Schott |         |         |         |         |         | •       | ●       | 23  | Anna Carlsson                                                    |

## Entstehungsgeschichte

### Idee und frühe Produktionsphase
Serienschöpfer Aaron Sorkin schrieb einige Jahre vor seiner Idee für die Serie das Drehbuch für den im Jahr 1995 veröffentlichten Kinofilm Hallo, Mr. President. In den folgenden Jahren sehnte er sich danach, mehr über das Geschehen im Weißen Haus zu schreiben. Am Vorabend eines Treffens mit dem Produzenten John Wells empfahl ihm Akiva Goldsman in Anlehnung an Hallo, Mr. President eine Serie über einen oder mehrere Berater des Präsidenten. Sorkin entgegnete ihm, dass dies zwar eine gute Idee sei, er aber kein Interesse an der Produktion einer Fernsehserie habe. Am nächsten Tag saß Sorkin mit Wells und unerwarteterweise auch mit zwei führenden Verantwortlichen von Warner Bros. zusammen. Sorkin zeigte sich überrascht, nutzte aber die Gelegenheit, eine Serie über Angestellte des Weißen Hauses vorzuschlagen. Sie sprachen darüber, dass Sorkin im Film gerne mehr über den Mitarbeiterstab des Präsidenten geschrieben hätte und einigten sich auf eine Zusammenarbeit.

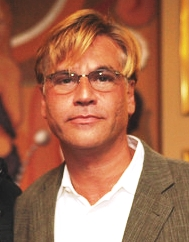
Schöpfer und Autor Aaron Sorkin

Sorkin fand generell Gefallen an Serien, die ein bestimmtes Arbeitsumfeld beleuchten. Das Weiße Haus sei ein äußerst glamouröser Arbeitsplatz, der sein Gespür für Idealismus und Romantik ansprechen würde. Als Sorkin die Arbeit an dem Drehbuch für die Pilotfolge Der Fahrradunfall begann, bediente er sich einiger Ideen, die er bereits für Hallo, Mr. President gesammelt hatte. Der erste Entwurf des Filmdrehbuchs musste um über 200 Seiten gekürzt werden, sodass für die Pilotfolge einige der alten Ideen übrig blieben. Eine dieser für den Film verworfenen Ideen war der Handlungsstrang über die kubanischen Flüchtlinge, der es später auch in das Drehbuch der Pilotfolge schaffte. Als Sorkin im Januar 1998 das Drehbuch der Pilotfolge schrieb, wurde die Lewinsky-Affäre bekannt. Folglich wurde die Serie um ein Jahr verschoben, da nun laut Sorkin die Reputation des Weißen Hauses beschädigt gewesen sei. Zudem seien Serien über Politik, die in der Hauptstadt Washington, D.C. spielten, nie erfolgreich gewesen. Stattdessen schrieb Sorkin noch im gleichen Jahr die Drehbücher für die Serie Sports Night, die erstmals im September 1998 ausgestrahlt wurde.
Nachdem die Ausstrahlung von Sports Night begann, trafen sich Wells und Sorkin mit Warren Littlefield, dem damaligen Vizepräsidenten des Senders NBC. Wells schlug Sorkin als Drehbuchautor, Thomas Schlamme als Regisseur und sich als Produzenten der Serie vor. NBC hatte Wells zuvor versprochen, die Ausstrahlung der Serie voranzutreiben. Dieses Versprechen war Teil einer Vereinbarung im Rahmen der Serie Emergency Room – Die Notaufnahme, an der Wells ebenfalls maßgebend beteiligt war. Demnach zeigte sich NBC für eine Ausstrahlung bereit, schlug laut Sorkin aber einige Drehbuchänderungen vor. So sollte die Figur Josh Lyman die kubanischen Flüchtlinge mit einem Motorboot retten, statt den Einsatz der Küstenwache in Erwägung zu ziehen. Auch wollte NBC keine Serie über einen liberalen Demokraten wie Josiah Bartlet. Stattdessen präferierte der Sender in Anlehnung an Jesse Ventura, den damaligen Gouverneur von Minnesota, einen Wrestler, Rennfahrer oder Football-Spieler, der nicht dem politischen Establishment entstammt und „ein bisschen Leben in die Bude bringt“.
Das Team um Sorkin, Wells und Schlamme entschied sich aufgrund der Forderungen gegen eine Zusammenarbeit mit NBC, sodass das Projekt zunächst auf Eis gelegt wurde. Eine Änderung der Gegebenheiten wurde durch einen Personalwechsel in der Führungsspitze von NBC herbeigeführt. Als die Dreharbeiten für die erste Staffel von Sports Night ungefähr zur Hälfte abgeschlossen waren, übernahm Scott Sassa die Geschicke über den Unterhaltungsbereich von NBC. Sassa zeigte sich für eine Ausstrahlung nach den Vorstellungen des Produktionsteams bereit und führte im Nachhinein seine eigene Unerfahrenheit als Grund für diese Entscheidung an. Garth Ancier, ab Mai 1999 Präsident von NBC, setzte sich intern für die Serie ein, nachdem diverse Vorstandsmitglieder ihre Zweifel über Sorkins Arbeitsweise und die politische Ausrichtung der Serie äußerten. Vor der Ausstrahlung der Pilotfolge sahen sich Schlamme und Wells mit Vorwürfen seitens der Führungsetage von NBC konfrontiert. Der Vorstand um den Vorsitzenden Peter Roth bemängelte die Produktionskosten, die durch die Verzögerungen beim Verfassen der Drehbücher entstünden. So kalkulierte NBC mit Aufwand von 8 Tagen pro Drehbuch; Sorkin benötigte 10 Tage. Wells und Schlamme schirmten die Beschwerden von Sorkin ab, sodass dieser sich weiter auf die Drehbücher konzentrieren konnte. Im Rahmen der Produktion wurde zudem offensichtlich, dass auch die Dreharbeiten mehr Zeit in Anspruch nehmen würden als vorgesehen.

### Stab und weiterer Produktionsprozess
Zu den Drehbuchautoren, die in den Credits der Staffeln 1 bis 7 genannt werden, gehören neben Aaron Sorkin (86 Folgen) 33 weitere Autoren. Dazu zählen unter anderem Eli Attie (20), Lawrence O’Donnell (16), Paul Redford (13) und John Wells (10). Zu den insgesamt 40 Regisseuren zählten Christopher Misiano, Alex Graves (jeweils 34 Folgen) und Thomas Schlamme (14). Letzterer führte auch bei der Pilotfolge Regie. Schlamme arbeitete bereits im Rahmen der Serie Sports Night mit Aaron Sorkin zusammen. Er wurde damit beauftragt, eine authentische und überzeugende Kulisse für den Westflügel des Weißen Hauses zu kreieren. Er übernahm die Kulissen des Kinofilms Hallo, Mr. President und passte sie für die Pilotfolge ans Fernsehen an. Vor den Dreharbeiten für The West Wing wurde Schlamme vom damaligen Präsidenten Bill Clinton ins Weiße Haus eingeladen. Dieser Besuch beinhaltete unter anderem ein Treffen mit Clinton sowie einen Aufenthalt im Vorzimmer des Oval Office, das als Vorbild für das Büro von Bartlets Sekretärin Mrs. Landingham dienen sollte.

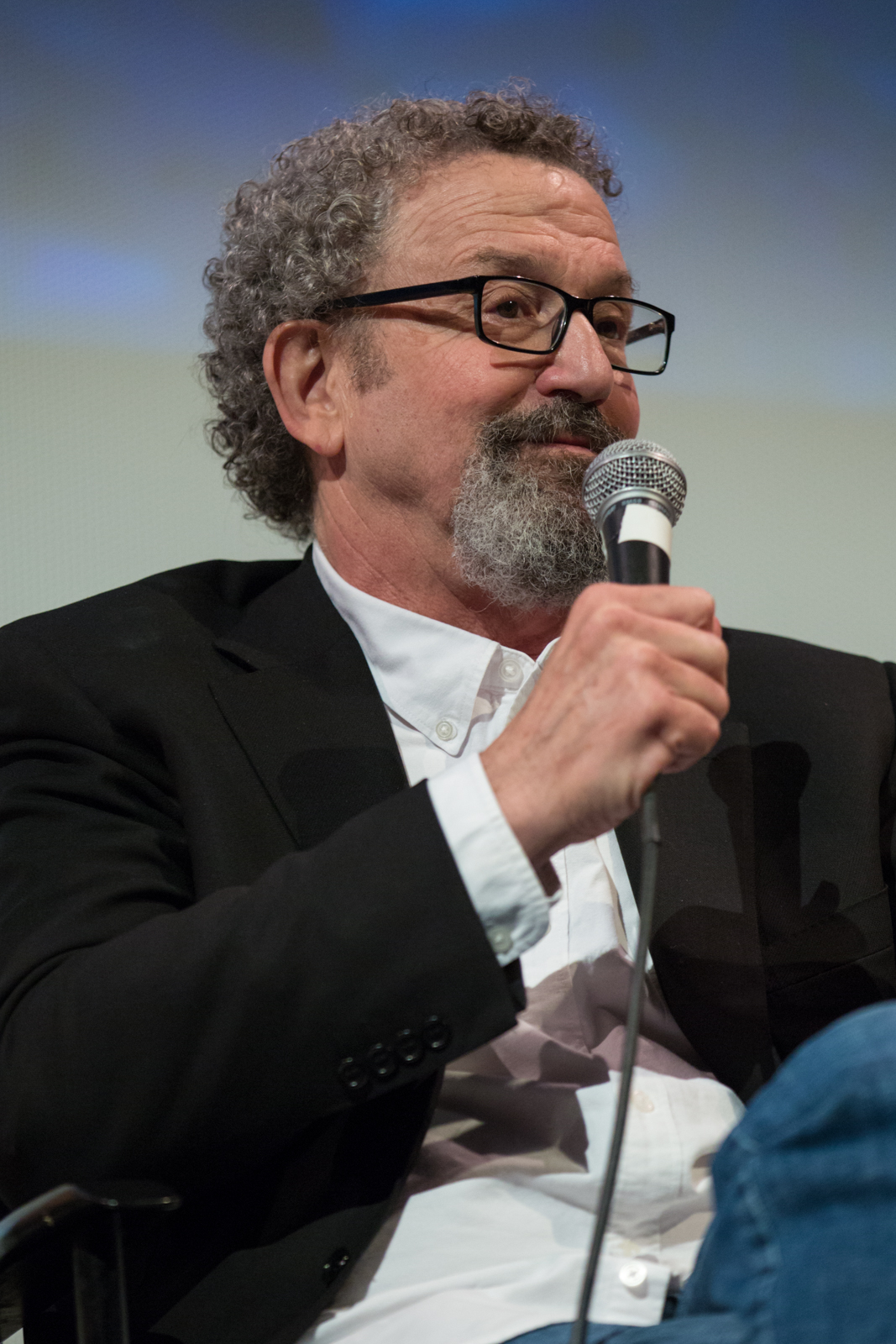
Regisseur Thomas Schlamme

Charakteristisch für die Serie ist die sogenannte walk and talk-Regieführung, die von Thomas Schlamme initiiert und umgesetzt wurde. Ausgangspunkt dafür war die Tatsache, dass sich Sorkin in seinen Drehbüchern ausschließlich auf die Dialoge und nicht auf die Bewegungen der Figuren konzentrierte. So trat Schlamme an Sorkin heran und fragte ihn, ob sich die Figuren während einer Szene frei im Westflügel bewegen dürften, um sich zum Beispiel einen Kaffee zu holen. Martin Sheen sah stets die Gefahr, dass der rückwärtslaufende Kameramann stolpern und hinfallen könnte, was tatsächlich häufig passiert sei. Für Allison Janney war diese Art der Regieführung perfekt, um eine Serie über Politik „lebhaft, aufregend und temporeich“ darzustellen. Die aufwendigste Szene dieser Art wurde für die Episode Fünf Stimmen zur Mehrheit gedreht. Sie führt von einem Ballsaal über mehrere Treppen und eine Küche zu einem Parkplatz. Für die fast dreiminütige Szene benötigte das Filmteam 500 Statisten und insgesamt 29 Aufnahmen.
Um dem Nachbau des Westflügels eine realistische Atmosphäre einzuflößen, verpflichtete Sorkin die ehemalige Pressesprecherin Dee Dee Myers als Beraterin. Mit ihrer Hilfe konnte das Drehteam morgendliche Meetings und Geheimdienstbriefings realitätsnah umsetzen. Während der Präsidentschaftswahlen 2000, also vor der zweiten Staffel, stießen außerdem Marlin Fitzwalter und Peggy Noonan zum Team. Während Fitzwalter als Pressesprecherin für die republikanischen Präsidenten Reagan und Bush gearbeitet hatte, war Noonan für Reagan als Redenschreiberin tätig. Sorkin entgegnete somit Befürchtungen, er müsse die politische Richtung der Sendung verändern, sollte ein republikanischer Kandidat die Präsidentschaftswahlen gewinnen. Sorkin selbst beteuerte allerdings, dass er sie nicht aufgrund ihrer politischen Ansichten verpflichtet habe. Auch demokratische Berater fanden ihren Platz im Team. Darunter Lawrence O’Donnell, der zuvor schon für den New Yorker Senator Daniel Patrick Moynihan gearbeitet hatte.

### Schauplätze und Drehorte
Da ein Großteil der Szenen im West Wing des Weißen Hauses angesiedelt ist, entstand eine Vielzahl von Szenen in den Studios von Warner Bros. in Los Angeles. Für mindestens zwei Folgen der ersten Staffel wurde außerdem im Millennium Biltmore Hotel in Los Angeles gedreht. Mindestens dreimal im Jahr begaben sich Schauspieler und Crew allerdings auch nach Washington, D.C., um dort einige Szenen zu drehen. Im Rahmen einer Folge der fünften Staffel drehte das Team auch in Annapolis. Für einige Folgen der sechsten Staffel entstanden Szenen in der Nähe von Thurmont, um das Naherholungsgebiet des Präsidenten, Camp David, abzubilden. Im südlichen Kalifornien hatte man dafür keinen geeigneten Drehort gefunden.

### Neuer Showrunner und Serienende

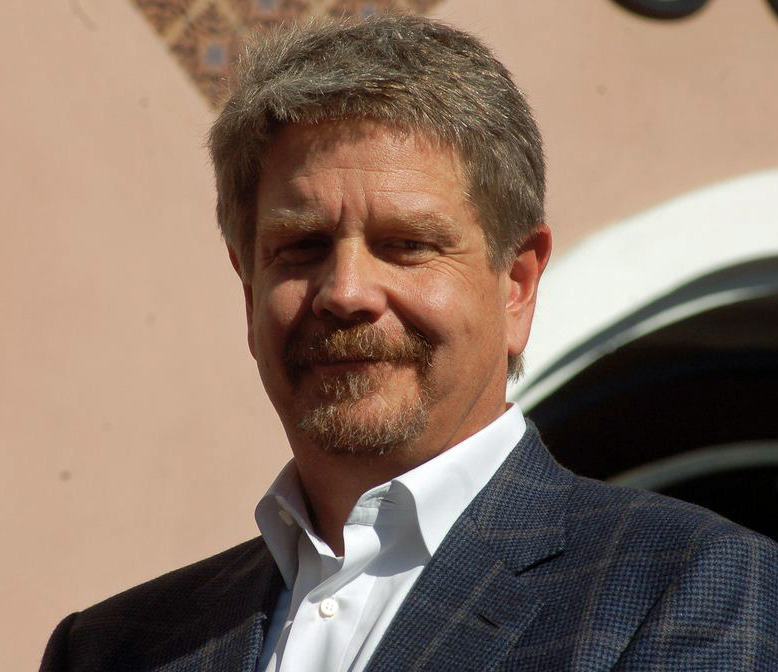
Produzent und Autor John Wells

Mit dem Ende der vierten Staffel im Mai 2003 verließen Aaron Sorkin und Thomas Schlamme das Produktionsteam. Die Schauspieler erfuhren am Drehort von der Entscheidung und hätten sich laut Aussage von Allison Janney wie Kinder gefühlt, die soeben von ihren Eltern zurückgelassen worden seien. Aufgrund des prägenden Einflusses von Sorkin und Schlamme sollen sich diverse Darsteller sogar für das Ende der Serie nach der laufenden vierten Staffel ausgesprochen haben. Laut Richard Schiff habe der Abgang Sinn ergeben, da Sorkin dazu gedrängt worden sei, schneller zu arbeiten. So habe es Drehtage gegeben, an denen aufgrund eines nicht komplettierten Drehbuchs nicht gedreht werden konnte. Ausschlaggebend sei gewesen, dass das Produktionsunternehmen die Produktionskosten senken wollte. Rob Lowe erfuhr laut eigener Aussage, dass jede Episode durchschnittlich 300.000 Dollar mehr kostete, als es in den ursprünglichen Budgetplanungen vorgesehen war. Zudem habe Sorkin, wie John Wells preisgab, bereits im dritten Jahr mit Erschöpfungserscheinungen zu kämpfen gehabt. Auch habe der Sender NBC größere Handlungsstränge für den ebenfalls scheidenden Rob Lowe verlangt, um Lowe zum Verbleib zu überreden. Laut Wells hätten sich so Spannungen aufgebaut. Sorkin selbst sagte, dass diverse Faktoren ihn zu diesem Schritt bewegt hätten. Auch habe er nach seinem Abgang keine Episode der nachfolgenden Staffeln gesehen. Schlamme gab zu Protokoll, dass sie die Aspekte ihres Abgangs gern für sich behalten wollten.
In der fünften und sechsten Staffel war John Wells für die Produktion von The West Wing verantwortlich. Wells schrieb auch die ersten beiden Episoden der fünften Staffel und erkundigte sich im Vorfeld bei Sorkin nach Ideen. Allison Janney beschrieb das erste Jahr unter der alleinigen Führung von Wells als „holprig“, da laut ihr zahlreiche Drehbuchautoren in die Rolle von Sorkin schlüpfen wollten. Anders als Sorkin verfolgte Schlamme die Serie weiterhin und konstatierte, dass die neuen Produzenten die Serie in den letzten beiden Staffeln zu „ihrer Serie“ gemacht hätten. In der siebten und letzten Staffel wurde John Wells von den Regisseuren Christopher Misiano und Alex Graves als Executive Producer unterstützt. Laut Wells war man in den letzten beiden Staffeln in der Lage gewesen, die Drehbücher frühzeitig fertigzustellen und die logistischen Herausforderungen der wechselnden Drehorte zu meistern. Als besondere Herausforderung wurde die Produktion der Episode Das Fernsehduell angesehen. Die Episode wurde zweimal am gleichen Abend live produziert und ausgestrahlt, sowohl für die Ost- als auch für die Westküste. So kamen laut Alan Alda auch zwei verschiedene Zuschauergruppen zum Einsatz.
Im Januar 2006 gab der ausstrahlende Sender NBC bekannt, dass The West Wing mit dem Ende der siebten Staffel aufgrund niedriger Einschaltquoten eingestellt werden würde. Bis zum Tod von John Spencer im Dezember 2005 gab es Diskussionen über eine Fortführung der Serie. So wurde Martin Sheen gefragt, ob er für eine achte Staffel bereitstünde. Sheen stimmte zu und schlug sogar Handlungsstränge für Präsident Bartlet vor. So habe er sich vorstellen können, dass Bartlet regelmäßig in seiner Rolle als früherer Präsident auftritt oder auf Wunsch des neuen Präsidenten in die Dritte Welt reist. Mit dem Tod von John Spencer seien die Überlegungen für eine neue Staffel allerdings verstummt. Wells sagte, dass die achte Staffel die gesamte Phase des Regierungswechsels hätte abbilden können. Noch während der Dreharbeiten der letzten Episode wurde das Set abgerissen und in den darauffolgenden Wochen durch das Filmset von Ocean’s 13 ersetzt.

### Pläne über eine Neuauflage
In einem Interview aus dem Jahr 2016 sprach Schöpfer Aaron Sorkin über eine mögliche Fortsetzung der Serie. Sorkin sei dazu bereit, sollte das Vermächtnis der Serie durch eine Fortsetzung nicht beschädigt werden. Robert Greenblatt, Vorstandschef des Senders NBC, machte im August 2017 bekannt, dass er Sorkin von einer Neuauflage zu überreden versuchte. Einige Tage später erzählte Richard Schiff den Daily News, dass er Aaron Sorkin, Thomas Schlamme und Peter Roth von seiner Idee für eine Neuauflage erzählt habe, die sich um das politische Geschehen außerhalb des Weißen Hauses dreht. Schiff zeigte sich zudem bereit, erneut die Rolle des Toby Ziegler zu verkörpern.
Im November 2017 offenbarte Sorkin, dass er gelegentlich über das Angebot des Senders NBC nachdenke, die Serie neu aufzulegen. In einem Gespräch mit einer Redakteurin des Hollywood Reporters gab er sogar eventuelle Details zur Handlung und Besetzung preis. Eine Umsetzung scheitert bisher allerdings daran, dass er noch nicht wisse, wie er einige der ursprünglichen Figuren in die neue Geschichte einbinden soll. Die Einbindung einer dem damaligen US-Präsidenten Donald Trump nachempfundenen Figur schloss Sorkin aber aus.

## Veröffentlichung

### Fernsehausstrahlung

#### Vereinigte Staaten
| \| St. \| Reichweite (ab 2 J.) \| Rang \| \| --- \| -------------------- \| ------ \| \| 1 \| 12,9 Mio.[24] \| 25[25] \| \| 2 \| 11,4 Mio.[26] \| 13[26] \| \| 3 \| 17,1 Mio.[27] \| 7[28] \| \| 4 \| 13,5 Mio.[29] \| 23[29] \| \| 5 \| 11,8 Mio.[30] \| 31[30] \| \| 6 \| 11,1 Mio.[31] \| 36[31] \| \| 7 \| 8,0 Mio.[32] \| 71[32] \| |                      |      |
| St. | Reichweite (ab 2 J.) | Rang |
| 1 | 12,9 Mio.            | 25   |
| 2 | 11,4 Mio.            | 13   |
| 3 | 17,1 Mio.            | 7    |
| 4 | 13,5 Mio.            | 23   |
| 5 | 11,8 Mio.            | 31   |
| 6 | 11,1 Mio.            | 36   |
| 7 | 8,0 Mio.             | 71   |

Die Erstausstrahlung erfolgte am 22. September 1999 bei NBC und wurde von 17 Millionen Menschen gesehen. In Washington, D.C., dem Ort der Handlung, war The West Wing an diesem Abend die meistgesehene Sendung und erreichte 327.000 von insgesamt 1,9 Millionen Haushalten. Insgesamt war ein Großteil der Zuschauer mindestens 55 Jahre alt. So konnte The West Wing knapp ein Viertel der Menschen in dieser Altersklasse erreichen, allerdings nur einen von sechs Menschen aus der werberelevanten Zielgruppe der 18- bis 49-Jährigen. Bis zum Start der siebten und letzten Staffel wurden die Folgen jeweils am Mittwochabend um 21.00 Uhr ausgestrahlt.
Die erste Staffel erreichte durchschnittlich 12,9 Millionen, die zweite Staffel 11,4 Millionen Zuschauer. Seine höchste Zuschauerzahl erreichte The West Wing mit den Folgen Das Attentat – Teil 1 und Das Attentat – Teil 2. 25 Millionen Zuschauer verfolgten den Zweiteiler zum Beginn der zweiten Staffel. ABC News erklärte dies mit dem Cliffhanger am Ende der ersten Staffel und den umfangreichen Werbemaßnahmen während der Olympischen Sommerspiele 2000. Als weiterer Aspekt wurden die Präsidentschaftswahlen einige Wochen später genannt. Ihren Höhepunkt erreichte die Serie mit der dritten Staffel, als durchschnittlich 17,1 Millionen Zuschauer einschalteten. Während der Ausstrahlung der zweiten Staffel wurde im März 2001 bekannt, dass der Kabelsender Bravo bis zum Jahr 2009 die exklusiven Senderechte für das Kabelfernsehen erworben hat. Bravo bezahlte für jede Folge 1 Million US-Dollar an Warner Bros. und begann im Herbst 2003 mit der Ausstrahlung der Folgen. Laut Medienberichten hatten sich neben Bravo auch Turner Network Television und A&E Network um die Ausstrahlungsrechte bemüht. Das Wall Street Journal berichtete im August 2003, dass der Preis für jede Folge bei 1,2 Millionen US-Dollar liegen würde – ein Rekord für eine Dramaserie. Zudem wurde der Erwerb als „großes Wagnis“ bezeichnet, das sich bei der Anzahl der Folgen als „100 Millionen-Dollar-Fehler“ erweisen könnte.
Mit der vierten Staffel sank die Reichweite der Serie auf durchschnittlich 13,5 Millionen Zuschauer. Als problematisch stellte sich heraus, dass The West Wing insbesondere in der junge Zielgruppe der 18- bis 49-jährigen Zuschauer keine führende Stellung einnahm. So musste sich die Serie den umkämpften Sendeplatz gemeinsam mit Formaten teilen, die beim jungen Publikum beliebter waren. Dazu zählten während der vierten Staffel The Bachelor, The Amazing Race und Birds of Prey. Die Folgen 3 und 4 der vierten Staffel erzielten so geringe Zuschauerzahlen, wie dies seit der ersten Staffel nicht mehr der Fall gewesen war. So schalteten nur 16 Millionen Zuschauer ein, während die Serie zu einem vergleichbaren Zeitpunkt im Vorjahr von bis zu 20 Millionen Menschen gesehen wurde. Dieser Trend setzte sich nach dem Abgang der langjährigen Produzenten Aaron Sorkin und Thomas Schlamme fort. Die Erstausstrahlungen der siebten Staffel erfolgten jeweils sonntags um 20.00 Uhr. Hier stand die Serie mit den erfolgreichen Serien Das Hausbau-Kommando – Trautes Heim, Glück allein des Senders ABC und Cold Case – Kein Opfer ist je vergessen von CBS in Konkurrenz. So erreichte The West Wing in der letzten Staffel durchschnittlich nur noch ungefähr 8 Millionen Zuschauer.

#### Deutschsprachige Länder
Ausstrahlung im Free-TV
Bisher wurde die Serie im deutschsprachigen Free-TV nicht ausgestrahlt. Das Internetmagazin DWDL.de brachte bei einer Recherche zu den Gründen in Erfahrung, dass die Serie nicht die Zielgruppen der einzelnen Sender anspreche. So sei sie für ProSieben zu wortlastig und für die Zuschauer von RTL II zu anspruchsvoll, weshalb seitens des Magazins einzig über eine Ausstrahlung auf VOX oder Kabel1 spekuliert wurde. Der Sender Sat.1 sei durch die Erfolglosigkeit mit der Programmierung der Politserie Welcome, Mrs. President abgeschreckt gewesen. Vor dem Start des Spartenprogramms ZDFneo im November 2009 habe der Sender sehr lange über eine Ausstrahlung der Serie nachgedacht, sich aber vorerst dagegen entschieden. Norbert Himmler, damaliger Leiter des Senders, schloss eine zukünftige Ausstrahlung der Serie allerdings nicht aus.
Ausstrahlung im Pay-TV
Im Pay-TV wurde die Serie auf dem FOX Channel, in der deutschen Synchronfassung und in chronologischer Reihenfolge zwischen dem 19. Mai 2008 und dem 25. Juli 2011 zum ersten Mal ausgestrahlt. Eine weitere Ausstrahlung erfolgte nicht.

### DVD- und Blu-ray-Vertrieb
In Deutschland wurde am 22. Oktober 2010 die erste Staffel von Warner Home Video auf DVD veröffentlicht. Die Veröffentlichung weiterer Staffeln erfolgte allerdings nicht.
Neben den einzelnen Staffeln wurden im Ausland auch diverse Komplettboxen veröffentlicht. So zum Beispiel die Komplettbox The West Wing: The Complete Series, die am 7. November 2006 erschien. Die Box ist in bläulicher Farbe gehalten und mit einem versilberten Siegel des Präsidenten versehen. Sie enthält 45 DVDs, auf denen alle 154 Episoden sowie Zusatzmaterial zu finden sind. Dazu zählen unter anderem Interviews mit Darstellern, Blicke hinter die Kulissen sowie eine Auswahl unausgestrahlter Szenen. Ausschließlich in dieser Box ist ein Episodenguide zu finden, der zusätzliche Informationen zu allen Folgen bereithält. Außerdem liegt dem Komplettset das Drehbuch der Pilotfolge bei. Eine ähnliche Komplettbox erschien am 16. Juli 2009 im Vereinigten Königreich.
Am 1. Oktober 2024 erscheint in den USA erstmals eine Komplettbox auf Blu-ray.

### Online-Verfügbarkeit
In Deutschland hat kein SVoD-Anbieter die Serie in seinem Programmkatalog. Bei Prime Video können alle sieben Staffeln auf Deutsch oder alternativ auf Englisch erworben werden. Der iTunes Store bietet alle sieben Staffeln zum Kauf an, wahlweise synchronisiert oder in der Originalfassung.

## Kritik

### Überblick
The West Wing wurde bei IMDb von 65.000 Nutzern der Datenbank durchschnittlich mit 8,8 von 10 Punkten bewertet (Stand März 2021). Bei der Writers Guild of America liegt die Serie in der im Jahr 2013 veröffentlichten Kategorie 101 Best Written TV Series auf dem 10. Platz. In diversen Bestenlisten verschiedener Zeitungen, Magazine und Zeitschriften landete The West Wing in den Top 20 der besten Serien aller Zeiten bzw. des 21. Jahrhunderts. Dazu zählen die Rankings des Filmmagazins Empire (Platz 6), von The Hollywood Reporter (11), von The Guardian (15), des Rolling Stone (15), der Zeitschrift Complex (16) und Time (ohne Platzierung). In einer Abstimmung des US-amerikanischen Fernsehsenders ABC und der Zeitschrift People im Jahr 2012 schaffte es The West Wing unter die fünf besten Dramaserien aller Zeiten.

„The West Wing hat das US-amerikanische Volk in seiner Hoffnung bekräftigt, vom Anführer der freien Welt mehr oder sogar das Beste zu erwarten.“

Besonders gelobt wurde die Serie für die schnellen Dialoge und die „nachklingenden“ Handlungsstränge. Herausgehoben wird von The Guardian außerdem, dass die Serie komplizierte politische Abläufe „äußerst fesselnd“ präsentiert habe. Aus der Serie sei zudem mit der Figur Josiah Bartlet der populärste US-Präsident der Geschichte hervorgegangen. Das Magazin Empire merkte an, dass die Serie nach dem Abgang von Schöpfer und Drehbuchautor Aaron Sorkin am Ende der vierten Staffel schwächer wurde, sich aber aufgrund einiger Veränderungen wieder steigerte. Insgesamt zeige The West Wing, wie ein wohltätiges Weißes Haus aussehen könne. Auch das Magazin Complex stellt die ersten vier Staffeln der Serie besonders heraus und bezeichnet diese als „fast unvergleichlich“.

### Realismus
Obwohl die Serie den realen West Wing nicht in vollem Maße originalgetreu abbildet, bekannten frühere Mitarbeiter des Weißen Hauses, dass die Serie die Atmosphäre des realen West Wing gut einfange. Allerdings gab die Tochter des früheren Präsidenten Gerald Ford zu wissen, dass sie die Serie nicht schauen könne, da die Darsteller in der Serie Wege beschreiten, die in der Realität nicht existieren würden. Eine Sonderepisode im Rahmen der dritten Staffel verglich die Abbildung des West Wing mit seinem realen Vorbild. Viele Menschen, die den West Wing im Laufe der Jahre hautnah erlebten, äußerten sich und lobten die Darstellung. Darunter waren der frühere Außenminister Henry Kissinger, der frühere Stabschef Leon Panetta, der damals stellvertretende Stabschef Karl Rove sowie die früheren Präsidenten Gerald Ford, Jimmy Carter und Bill Clinton.
Katherine Q. Seelye war Korrespondentin im Weißen Haus und schreibt in einer Antwort auf einen Leserbrief, dass der Westflügel in der Serie einen glatteren Eindruck macht als das reale Ebenbild. So sei zum Beispiel der reale Presseraum des Weißen Haus abgenutzt und von Ratten befallen. In Anspielung auf den Roosevelt Room in der Serie merkt sie an, dass man im echten Westflügel nicht viele Fenster in den Fluren finden würde. Während das Oval Office eine originalgetreue Nachbildung sei, würde es allerdings keinen Mural Room geben. In der Serie wird dieser primär für repräsentative Anlässe genutzt. Seelye stellt außerdem heraus, dass es im realen Presseraum niemals Zusammenkünfte von Beratern geben würde, da sich stets Reporter in dem Raum befinden würden. Weiterhin bezeichnet sie das problemlose Vordringen von Danny Concannon und anderer Pressevertreter in das Büro der Pressesprecherin C.J. Cregg als „unrealistisch“. Die stetige Beschäftigung der Angestellten im fiktiven Westflügel wertet sie aufgrund ihrer eigenen Erfahrungen als Korrespondentin allerdings als wahrheitsgetreu. Ein ungenannter früherer Angestellter, der von Seelye erwähnt wird, macht allerdings deutlich, dass der Betrieb im echten Westflügel nicht derart rege sei. Seelye beschreibt, dass auch die substanziellen Abläufe und Gegebenheiten der Realität nahe kämen. Etwas „schrill“ erscheint ihr die liberale Ausrichtung zum Zeitpunkt ihrer Antwort auf den Leserbrief. Ein knappes halbes Jahr nach der Amtseinführung des republikanischen Präsidenten George W. Bush schreibt sie, dass der Zeitgeist der Serie während der Präsidentschaft des Demokraten Bill Clinton realistischer gewesen sei. Scott McClellan, der knapp drei Jahre Pressesprecher von Präsident Bush war, merkte im Jahr 2003 an, dass er die Serie bereits mehrmals gesehen habe, im realen Westflügel nur 50 bis 70 Menschen arbeiten würden und man nicht ständig Leute herumlaufen sehe. Obwohl der Westflügel im Weißen Haus das Zentrum des Geschehens sei, seien die Räume in der Realität kleiner als in der Serie. McClellan gab außerdem zu, dass es auch im Weißen Haus aufregende Augenblicke gebe, die Vorgänge in der Serie aber noch ein wenig dramatischer seien. Dies sei auch die Absicht der Serie, so McClellan.

„Es ist eine sehr optimistische Serie und ganz anders als alles Andere, was jemals im Fernsehen zum Thema Politik gesendet wurde.“

Dee Dee Myers, Pressesprecherin von Präsident Clinton und Beraterin der Serie, gab zu Protokoll, dass das Oval Office und der Press Briefing Room ziemlich genau nachgebildet worden seien, dies aber nicht für die restlichen Büros zutreffe. Die Motivation der Hauptfiguren decke sich mit denen ihrer realen Vorbilder: auch diese würden von großen Ideen und hoffnungsvoller Erwartung angetrieben. Außerdem würden Präsidenten niemals eindeutige Entscheidungen treffen, da die Themen komplex seien. Daher ist es laut Myers wichtig, dass in der Serie stets mehrere Positionen zu einem Thema ähnlich stark beleuchtet werden. Etwas, das Sorkin nicht realistisch abbilde, sei die Anzahl der am politischen Prozess beteiligten Personen. Dies erklärt Myers allerdings damit, dass man sich als Drehbuchautor auf einen bestimmten Kreis von Nebenfiguren festlegen müsse. Die Frage, ob The West Wing realistischer sei als House of Cards beantwortet Myers mit ja.

### Einfluss
Die damalige US-Außenministerin Hillary Clinton erzählte bei einer Ehrung im Jahr 2012, dass die Vorsitzende des Parlaments von Myanmar gemeinsam mit weiteren Politikern Episoden von The West Wing geschaut habe, um etwas über allgemeine Regierungsabläufe zu lernen. Clinton habe ihr daraufhin geantwortet, dass man es noch besser machen könne als in der Serie. Ian Crouch vom US-amerikanischen Magazin The New Yorker entgegnete einige Tage später, dass die Serie auch sechs Jahre nach ihrem Ende noch Wirkung zeige. Als Beispiel führte er an, dass sich diverse Darsteller für zwei Werbevideos zusammenschlossen und für das Wahrnehmen von demokratischen Privilegien einsetzten. Die Videos, in denen sie eine Kandidatin für einen Richterposten in Michigan bewarben und den Wahlprozess erklärten, sei nicht nur ein Geschenk für Anhänger der Serie. Das Video gelte auch als eine Erinnerung an die besondere Gabe der Serie, politische Vorgänge anschaulich zu erklären.
Im Februar 2006 spielte die Episode der sechsten Staffel Einer dieser Tage... eine entscheidende Rolle, als ein Abgeordneter des britischen Unterhauses vor einer Abstimmung über ein Gesetz ein politisches Manöver durchführte. Nach Angaben des bis heute nicht identifizierten Abgeordneten der Conservative Party diente jene Episode als Inspiration. Premierminister Tony Blair sowie Chief Whip Hilary Armstrong wurden vom Manöver überrascht. Insbesondere die für das Abstimmungsverhalten mitverantwortliche Armstrong geriet in die Kritik, unter anderem sagte der damalige Oppositionsführer David Cameron über sie: „Sie wird der erste Chief Whip in der Geschichte sein, der den Premierminister in die Situation brachte, eine wichtige Abstimmung zu verlieren – welches ein interessanter Karriereschritt ist.“ Seit dem Beginn der bis dato 9-jährigen Amtszeit von Blair, der der Labour Party angehörte, hatte seine Partei im House of Commons nur eine Abstimmung verloren. Die Medien bezeichneten das Vorgehen des Abgeordneten und seiner Mitstreiter als West Wing plot.
Zwei Jahre nach seiner verlorenen Präsidentschaftswahl spielte der frühere Präsidentschaftskandidat Al Gore im Jahr 2002 für Saturday Night Live in einem Sketch mit. Er spielte den Sketch am Drehort von The West Wing gemeinsam mit den Darstellern Martin Sheen und Bradley Whitford und verkörperte die Rolle des Präsidenten. Die frühere EU-Außenministerin Catherine Ashton sagte im Jahr 2010, dass sie die US-amerikanische Gesellschaft und Politik durch die Serie besser verstanden habe. Im Mai 2000 rief Kevin Shelley, damaliger Abgeordneter des kalifornischen Unterhauses, während einer Sitzung zu einer Schweigeminute auf. Anlass dafür war der Serientod von Mrs. Landingham, der Sekretärin von Präsident Bartlet. Landingham sei eine „großartige Amerikanerin“ gewesen, deren „Leistungen zu zahlreich seien, um sie alle aufzuzählen“. Später sagte Shelley den Medien, dass diese Aktion unter den Abgeordneten zunächst Fassungslosigkeit, später allerdings auch Anerkennung hervorgerufen habe.
Die Politikwissenschaftlerin Staci L. Beavers diskutierte im Juni 2002 für eine Fachzeitschrift die generelle Eignung von Szenen aus The West Wing für den Einsatz in Vorlesungen. Sie lobte das „großartige pädagogische“ Potential der Serie. Ihrer Ansicht könne Lehrpersonal dies einerseits dadurch realisieren, die Serie von der Realität abzugrenzen – sowohl von früheren als auch aktuellen Regierungen. So würde der Schüler oder Student zum kritischen Denken angeregt werden, allerdings auch nützliche Informationen erhalten. Als Beispiele führt sie die räumliche Anordnung des Westflügels sowie die reale und fiktionale Beziehung zwischen Präsident und Vizepräsident an. Auch den Gesundheitszustand des Präsidenten und deren Geheimhaltung hält sie im Hinblick auf die Multiple Sklerose von Präsident Bartlet und historischer Fälle für mögliche Themen. Ein weiterer Ansatz bestünde darin, die Fähigkeit des „Critical Viewing“ anzuregen. So könnten Studenten analysieren, warum konservative Positionen sehr häufig von eher unsympathischen Figuren vertreten werden. Alternativ könne mit einem Blick auf die Beleuchtung oder die Kameraführung erarbeitet werden, ob und wie das Publikum der Serie emotional oder ideologisch beeinflusst wird. Beavers resümiert, dass Szenen nur für das Erreichen spezifischer pädagogischer Ziele genutzt werden sollten. Eine entschlossene Betrachtung der Serie könne zudem dafür sorgen, dass sich Schüler oder Studenten vermehrt mit dem politischen System auseinandersetzen.
Eine Telefonstudie der Princeton University untersuchte im Jahr 2004, inwiefern das Publikum zehn ausgewählter Serien mit regierungsnahen Inhalten, darunter auch The West Wing, hinsichtlich diverser Aspekte beeinflusst würde. 57 Prozent der befragten Zuschauer von The West Wing gaben an, dass sie sich durch den Konsum einer Unterhaltungsserie dazu angeregt sehen, mehr über ein in der jeweiligen Serie behandeltes Thema zu erfahren. Im Durchschnitt, der sich aus der Befragung der Zuschauer aller zehn betrachteten Serien ergibt, fühlten sich nur 43 Prozent dazu aufgerufen. Von den befragten Zuschauern von The West Wing bestätigten 47 Prozent, dass eine Unterhaltungsserie ihre Meinung zu einem politischen oder sozialen Thema geändert habe. Hier liegt der Durchschnittswert bei 31 Prozent. 46 Prozent des befragten Publikums gaben zu Protokoll, sie hätten durch den Konsum einer Unterhaltungsserie ihre Meinung über die Regierung oder deren Angestellter geändert; durchschnittlich waren es 29 Prozent. Knapp ein Drittel des befragten Publikums gab an, dass es sich aufgrund des Konsums einer Unterhaltungsserie dazu entschlossen hat, sich für eine Wahl zu registrieren oder das Wahlrecht ernster zu nehmen. Außerdem gaben 40 Prozent der befragten jungen Erwachsenen zwischen 18 und 24 Jahren gaben an, sich aufgrund einer Serie mehr mit einem sozialen oder politischen Thema beschäftigen zu wollen.

### Nachwirkungen
Jay Willis von GQ lobte die Serie knapp 20 Jahre nach dem Beginn der ersten Episode für ihren Unterhaltungsfaktor, die Dialoge, den Scharfsinn und den Patriotismus. The West Wing würde genau wie andere Serien auf Klischees, Deus ex machina und sexuelle Spannung setzen. Solange der Zuschauer aber den Zweifel über die Glaubwürdigkeit ausgeblendet habe, sei ihm Woche für Woche fesselnde Unterhaltung geboten worden. Im Februar 2019 schrieb Ed Power vom Irish Examiner, dass The West Wing ähnlich wie die Serie Die Sopranos das Fernsehen für immer grundlegend verändert habe. Beide Serien hätten andersartige Ideen von großartigem Fernsehen repräsentiert. Dass eine Figur wie Josiah Bartlet den Mittelpunkt einer bahnbrechenden Fernsehserie bilden würde, hielt er in der Rückschau für unwahrscheinlich. Power schrieb auch, dass man in The West Wing vielleicht erst nun mehr als nur eine Fernsehserie sehen könne. Dies begründet er damit, dass die Regierungen in den Vereinigten Staaten und in Großbritannien vermehrt von Populismus beeinflusst würden.

### Auszeichnungen
| \| Preis \| N. \| P. \| \| -------------------------------- \| --- \| -- \| \| Primetime Emmy Award \| 69 \| 26 \| \| Golden Globe Award \| 18 \| 2 \| \| ACE Eddie Award \| 2 \| 2 \| \| ALMA Award \| 2 \| 3 \| \| Directors Guild of America Award \| 6 \| 2 \| \| Humanitas-Preis \| 2 \| 3 \| \| Writers Guild of America Award \| 10 \| 2 \| \| Mindestsumme \| 109 \| 40 \| |     |    |
| Preis | N.  | P. |
| Primetime Emmy Award | 69  | 26 |
| Golden Globe Award | 18  | 2  |
| ACE Eddie Award | 2   | 2  |
| ALMA Award | 2   | 3  |
| Directors Guild of America Award | 6   | 2  |
| Humanitas-Preis | 2   | 3  |
| Writers Guild of America Award | 10  | 2  |
| Mindestsumme | 109 | 40 |

#### Primetime Emmy Awards
Die Serie gewann den Emmy-Award in der Kategorie Outstanding Drama Series in den Jahren 2000, 2001, 2002 und 2003. Gemeinsam mit Polizeirevier Hill Street, L.A. Law – Staranwälte, Tricks, Prozesse und Mad Men ist The West Wing damit die am häufigsten ausgezeichnete Serie in dieser Kategorie. Insgesamt wurde jede der sieben Staffeln in dieser Kategorie nominiert. Martin Sheen, der die Rolle des Präsidenten verkörperte, wurde 6-mal als bester Hauptdarsteller nominiert. Allison Janney wurde für ihr Wirken in The West Wing insgesamt 4-mal ausgezeichnet. Sie erhielt als beste Haupt- und Nebendarstellerin jeweils zwei Auszeichnungen. Darüber hinaus erhielt sie 2 Nominierungen als beste Hauptdarstellerin. Bradley Whitford, Richard Schiff und John Spencer wurden als beste Nebendarsteller jeweils einmal ausgezeichnet. Mit insgesamt 9 Auszeichnungen in einem Jahr (2000) ist die erste Staffel die am häufigsten in einem Jahr geehrte Fernsehserie der amerikanischen Geschichte.

#### Golden Globe Awards
Zwischen 2000 und 2004 wurde die Serie für die Golden Globe Awards 18-mal nominiert und 2-mal prämiert. Eine Auszeichnung erhielt die Serie im Jahr 2001 in der Kategorie Best Television Series – Drama. Die andere Auszeichnung gewann Martin Sheen im gleichen Jahr als bester Hauptdarsteller in einer Dramaserie. Sheen wurde zudem noch 4-mal nominiert. Insgesamt erhielt die Serie in der Kategorie Best Television Series – Drama 4 weitere Nominierungen.

#### Andere Ehrungen
Die Serie erhielt 3-mal den Humanitas-Preis, der Produktionen mit Augenmerk auf Menschenrechte und Freiheit auszeichnet. Prämiert wurden die Folgen Das heiße Eisen (2000), Zwei Kathedralen (2002) und Camp David (2005). Die Episoden In Excelsis Deo (2000) und Tag der Entscheidung (Teil 2) (2007) wurden zudem für die Auszeichnung nominiert.
Die Writers Guild of America nahm The West Wing im Jahr 2013 zudem in ihre Liste der 101 Best Written TV Series auf. Dort liegt die Serie auf dem 10. Platz. Auch andere Publikationen nahmen The West Wing in diverse Ranglisten auf. So führte die britische Tageszeitung The Guardian die Serie in einer Liste aus dem Januar 2010 auf Platz 11. Die gleiche Platzierung belegte die Serie bei einer von The Hollywood Reporter durchgeführten Umfrage, bei der im Jahr 2015 mehr als 2800 Filmschaffende aus Hollywood nach ihrer Lieblingsserie befragt wurden. Die internationale Filmzeitschrift Empire listete The West Wing im Juni 2016 auf dem dritten Platz der besten Fernsehserien aller Zeiten. Als die beste Episode wurde die letzte Folge der zweiten Staffel Zwei Kathedralen genannt. Auch das US-amerikanische Nachrichtenmagazin Time zählt die Serie zu den 100 besten Serien, die jemals gedreht wurden. Allerdings wurde in der im Jahr 2007 veröffentlichten Liste keine genaue Platzierung genannt.

## Sonstiges
- Der Versuch des ZDF, das Serienkonzept unter dem Titel Kanzleramt auf deutsche Verhältnisse zu übertragen, wurde nach wenigen Folgen eingestellt.
- Die Folge Isaak und Ismael wurde als Reaktion auf die Terroranschläge am 11. September 2001 produziert und am 3. Oktober 2001 ausgestrahlt. Sie ist losgelöst von der eigentlichen Seriengeschichte und thematisiert den Umgang mit Terrorismus und die Auswirkungen auf die bürgerliche Freiheit. In Deutschland wurde die Folge bisher nicht ausgestrahlt. Sie wurde aber synchronisiert und ist über iTunes verfügbar.
- Der CDU-Politiker Jens Spahn zählt West Wing zu seinen Lieblingsserien.[79]

### Kritikenspiegel
Positiv
- Süddeutsche Zeitung vom 11. August 2010, von Carsten Matthäus: Wahnsinn im Weißen Haus
- Hamburger Abendblatt vom 23. März 2005, von Joachim Mischke:  Vorbild und Meßlatte: Die US-Serie „The West Wing“
- Frankfurter Allgemeine Zeitung vom 29. November 2008, von Stefan Niggemeier: Ahnen, was kommt
- Ray in Ausgabe 03/2006, von Markus Huber: Der linke Flügel
- The Hollywood Reporter vom 22. September 1999, von Barry Garron: First Episodes: THR's 1999 Review